# Lista de asteroides (315001-316000)
Esta é uma lista parcial de asteroides, do asteroide número 315001 até o 316000, inclusive. Veja também o índice com todas as listas disponíveis.

| Objeto Próximos à Terra | Cinturão de asteroides (interno) | Cinturão de asteroides (externo) | Centauro       |
| Cruzador de Marte       | Cinturão de asteroides (meio)    | Troianos de Júpiter              | Transnetuniano |

Veja mais dados de cada asteroide na ligação externa para o Minor Planet Center na última coluna.
Índice: 315001... 315101... 315201... 315301... 315401... 315501... 315601... 315701... 315801... 315901... 

## 315001–315100
| Designação           | Designação | Descoberta  | Descoberta                  | Descobridor(es)      | Categoria | Mais informações / Referência |
| Permanente           | Provisória | Data        | Local                       | Descobridor(es)      | Categoria | Mais informações / Referência |
| -------------------- | ---------- | ----------- | --------------------------- | -------------------- | --------- | ----------------------------- |
| 315001               | 2007 AD25  | 15 jan 2007 | Catalina                    | CSS                  | —         | MPC                           |
| 315002               | 2007 AP27  | 9 jan 2007  | Mount Lemmon                | Mount Lemmon Survey  | —         | MPC                           |
| 315003               | 2007 AS27  | 10 jan 2007 | Kitt Peak                   | Spacewatch           | —         | MPC                           |
| 315004               | 2007 AE28  | 8 jan 2007  | Mount Lemmon                | Mount Lemmon Survey  | Brangane  | MPC                           |
| 315005               | 2007 BE    | 16 jan 2007 | Anderson Mesa               | LONEOS               | —         | MPC                           |
| 315006               | 2007 BA1   | 16 jan 2007 | Mount Lemmon                | Mount Lemmon Survey  | —         | MPC                           |
| 315007               | 2007 BE8   | 24 jan 2007 | Mount Lemmon                | Mount Lemmon Survey  | —         | MPC                           |
| 315008               | 2007 BP10  | 17 jan 2007 | Palomar                     | NEAT                 | —         | MPC                           |
| 315009               | 2007 BL17  | 17 jan 2007 | Palomar                     | NEAT                 | —         | MPC                           |
| 315010               | 2007 BR23  | 24 jan 2007 | Mount Lemmon                | Mount Lemmon Survey  | Brangane  | MPC                           |
| 315011               | 2007 BO30  | 24 jan 2007 | Catalina                    | CSS                  | —         | MPC                           |
| 315012 Hutchings     | 2007 BD31  | 20 jan 2007 | Mauna Kea                   | D. D. Balam          | —         | MPC                           |
| 315013               | 2007 BX33  | 24 jan 2007 | Mount Lemmon                | Mount Lemmon Survey  | —         | MPC                           |
| 315014               | 2007 BD35  | 24 jan 2007 | Mount Lemmon                | Mount Lemmon Survey  | —         | MPC                           |
| 315015               | 2007 BB38  | 24 jan 2007 | Mount Lemmon                | Mount Lemmon Survey  | —         | MPC                           |
| 315016               | 2007 BX38  | 24 jan 2007 | Catalina                    | CSS                  | Eos       | MPC                           |
| 315017               | 2007 BH44  | 24 jan 2007 | Catalina                    | CSS                  | Juno      | MPC                           |
| 315018               | 2007 BA48  | 26 jan 2007 | Kitt Peak                   | Spacewatch           | —         | MPC                           |
| 315019               | 2007 BW48  | 26 jan 2007 | Kitt Peak                   | Spacewatch           | —         | MPC                           |
| 315020               | 2007 BG49  | 28 jan 2007 | Kitt Peak                   | Spacewatch           | —         | MPC                           |
| 315021               | 2007 BG57  | 24 jan 2007 | Socorro                     | LINEAR               | —         | MPC                           |
| 315022               | 2007 BE58  | 24 jan 2007 | Catalina                    | CSS                  | —         | MPC                           |
| 315023               | 2007 BG62  | 27 jan 2007 | Mount Lemmon                | Mount Lemmon Survey  | —         | MPC                           |
| 315024               | 2007 BA64  | 27 jan 2007 | Mount Lemmon                | Mount Lemmon Survey  | —         | MPC                           |
| 315025               | 2007 BE66  | 27 jan 2007 | Mount Lemmon                | Mount Lemmon Survey  | —         | MPC                           |
| 315026               | 2007 BD69  | 27 jan 2007 | Mount Lemmon                | Mount Lemmon Survey  | —         | MPC                           |
| 315027               | 2007 BT69  | 27 jan 2007 | Mount Lemmon                | Mount Lemmon Survey  | —         | MPC                           |
| 315028               | 2007 BK74  | 17 jan 2007 | Kitt Peak                   | Spacewatch           | —         | MPC                           |
| 315029               | 2007 BT74  | 26 jan 2007 | Kitt Peak                   | Spacewatch           | —         | MPC                           |
| 315030               | 2007 BR77  | 25 jan 2007 | Kitt Peak                   | Spacewatch           | —         | MPC                           |
| 315031               | 2007 BA78  | 27 jan 2007 | Mount Lemmon                | Mount Lemmon Survey  | —         | MPC                           |
| 315032               | 2007 CF4   | 6 fev 2007  | Kitt Peak                   | Spacewatch           | —         | MPC                           |
| 315033               | 2007 CE8   | 6 fev 2007  | Kitt Peak                   | Spacewatch           | Maria     | MPC                           |
| 315034               | 2007 CG17  | 27 jan 2007 | Kitt Peak                   | Spacewatch           | —         | MPC                           |
| 315035               | 2007 CL19  | 5 fev 2007  | Palomar                     | NEAT                 | —         | MPC                           |
| 315036               | 2007 CH21  | 6 fev 2007  | Palomar                     | NEAT                 | Brangane  | MPC                           |
| 315037               | 2007 CL22  | 6 fev 2007  | Mount Lemmon                | Mount Lemmon Survey  | —         | MPC                           |
| 315038               | 2007 CO23  | 7 fev 2007  | Mount Lemmon                | Mount Lemmon Survey  | —         | MPC                           |
| 315039               | 2007 CV24  | 8 fev 2007  | Mount Lemmon                | Mount Lemmon Survey  | Brangane  | MPC                           |
| 315040               | 2007 CR26  | 10 fev 2007 | Marly                       | P. Kocher            | —         | MPC                           |
| 315041               | 2007 CF32  | 6 fev 2007  | Mount Lemmon                | Mount Lemmon Survey  | —         | MPC                           |
| 315042               | 2007 CE35  | 6 fev 2007  | Kitt Peak                   | Spacewatch           | Brangane  | MPC                           |
| 315043               | 2007 CO35  | 6 fev 2007  | Mount Lemmon                | Mount Lemmon Survey  | —         | MPC                           |
| 315044               | 2007 CR44  | 8 fev 2007  | Palomar                     | NEAT                 | Brangane  | MPC                           |
| 315045               | 2007 CX48  | 10 fev 2007 | Mount Lemmon                | Mount Lemmon Survey  | —         | MPC                           |
| 315046 Gianniferrari | 2007 CG51  | 13 fev 2007 | San Marcello                | L. Tesi, G. Fagioli  | —         | MPC                           |
| 315047               | 2007 CW51  | 17 jan 2007 | Catalina                    | CSS                  | —         | MPC                           |
| 315048               | 2007 CG53  | 13 fev 2007 | Socorro                     | LINEAR               | —         | MPC                           |
| 315049               | 2007 CX55  | 13 fev 2007 | Socorro                     | LINEAR               | —         | MPC                           |
| 315050               | 2007 CR59  | 26 jan 2007 | Anderson Mesa               | LONEOS               | —         | MPC                           |
| 315051               | 2007 CW60  | 10 fev 2007 | Catalina                    | CSS                  | —         | MPC                           |
| 315052               | 2007 CF66  | 10 fev 2007 | Catalina                    | CSS                  | —         | MPC                           |
| 315053               | 2007 DZ    | 16 fev 2007 | Calvin-Rehoboth             | Calvin–Rehoboth Obs. | —         | MPC                           |
| 315054               | 2007 DP12  | 16 fev 2007 | Mount Lemmon                | Mount Lemmon Survey  | —         | MPC                           |
| 315055               | 2007 DM13  | 16 fev 2007 | Palomar                     | NEAT                 | —         | MPC                           |
| 315056               | 2007 DK14  | 17 fev 2007 | Kitt Peak                   | Spacewatch           | Brangane  | MPC                           |
| 315057               | 2007 DG16  | 17 fev 2007 | Kitt Peak                   | Spacewatch           | —         | MPC                           |
| 315058               | 2007 DS17  | 17 fev 2007 | Kitt Peak                   | Spacewatch           | Ursula    | MPC                           |
| 315059               | 2007 DK20  | 17 fev 2007 | Kitt Peak                   | Spacewatch           | —         | MPC                           |
| 315060               | 2007 DL28  | 17 fev 2007 | Kitt Peak                   | Spacewatch           | Ursula    | MPC                           |
| 315061               | 2007 DQ28  | 17 fev 2007 | Kitt Peak                   | Spacewatch           | —         | MPC                           |
| 315062               | 2007 DW30  | 17 fev 2007 | Kitt Peak                   | Spacewatch           | —         | MPC                           |
| 315063               | 2007 DP31  | 17 fev 2007 | Kitt Peak                   | Spacewatch           | —         | MPC                           |
| 315064               | 2007 DS32  | 17 fev 2007 | Kitt Peak                   | Spacewatch           | —         | MPC                           |
| 315065               | 2007 DC33  | 17 fev 2007 | Kitt Peak                   | Spacewatch           | —         | MPC                           |
| 315066               | 2007 DL35  | 17 fev 2007 | Kitt Peak                   | Spacewatch           | —         | MPC                           |
| 315067               | 2007 DD36  | 17 fev 2007 | Kitt Peak                   | Spacewatch           | —         | MPC                           |
| 315068               | 2007 DE36  | 17 fev 2007 | Kitt Peak                   | Spacewatch           | —         | MPC                           |
| 315069               | 2007 DW37  | 17 fev 2007 | Kitt Peak                   | Spacewatch           | —         | MPC                           |
| 315070               | 2007 DH41  | 19 fev 2007 | Mount Lemmon                | Mount Lemmon Survey  | —         | MPC                           |
| 315071               | 2007 DY42  | 17 fev 2007 | Catalina                    | CSS                  | —         | MPC                           |
| 315072               | 2007 DH43  | 20 nov 2006 | Mount Lemmon                | Mount Lemmon Survey  | —         | MPC                           |
| 315073               | 2007 DZ45  | 21 fev 2007 | Mount Lemmon                | Mount Lemmon Survey  | —         | MPC                           |
| 315074               | 2007 DC52  | 17 fev 2007 | Mount Lemmon                | Mount Lemmon Survey  | —         | MPC                           |
| 315075               | 2007 DO52  | 19 fev 2007 | Mount Lemmon                | Mount Lemmon Survey  | Brangane  | MPC                           |
| 315076               | 2007 DS58  | 21 fev 2007 | Mount Lemmon                | Mount Lemmon Survey  | —         | MPC                           |
| 315077               | 2007 DT58  | 21 fev 2007 | Mount Lemmon                | Mount Lemmon Survey  | —         | MPC                           |
| 315078               | 2007 DQ59  | 22 fev 2007 | Anderson Mesa               | LONEOS               | —         | MPC                           |
| 315079               | 2007 DB60  | 22 fev 2007 | Socorro                     | LINEAR               | —         | MPC                           |
| 315080               | 2007 DM65  | 21 fev 2007 | Kitt Peak                   | Spacewatch           | —         | MPC                           |
| 315081               | 2007 DK69  | 21 fev 2007 | Kitt Peak                   | Spacewatch           | —         | MPC                           |
| 315082               | 2007 DP70  | 21 fev 2007 | Kitt Peak                   | Spacewatch           | —         | MPC                           |
| 315083               | 2007 DU70  | 21 fev 2007 | Kitt Peak                   | Spacewatch           | —         | MPC                           |
| 315084               | 2007 DE71  | 21 fev 2007 | Kitt Peak                   | Spacewatch           | —         | MPC                           |
| 315085               | 2007 DS71  | 21 fev 2007 | Kitt Peak                   | Spacewatch           | —         | MPC                           |
| 315086               | 2007 DO81  | 23 fev 2007 | Mount Lemmon                | Mount Lemmon Survey  | —         | MPC                           |
| 315087               | 2007 DL83  | 25 fev 2007 | Mount Lemmon                | Mount Lemmon Survey  | —         | MPC                           |
| 315088 Daniels       | 2007 DT84  | 21 fev 2007 | Eastern Illinois University | R. Holmes            | —         | MPC                           |
| 315089               | 2007 DC86  | 27 jan 2007 | Mount Lemmon                | Mount Lemmon Survey  | Brangane  | MPC                           |
| 315090               | 2007 DS88  | 23 fev 2007 | Kitt Peak                   | Spacewatch           | —         | MPC                           |
| 315091               | 2007 DL90  | 23 fev 2007 | Kitt Peak                   | Spacewatch           | Brangane  | MPC                           |
| 315092               | 2007 DJ91  | 23 fev 2007 | Mount Lemmon                | Mount Lemmon Survey  | —         | MPC                           |
| 315093               | 2007 DK91  | 23 fev 2007 | Mount Lemmon                | Mount Lemmon Survey  | Brangane  | MPC                           |
| 315094               | 2007 DS91  | 23 fev 2007 | Mount Lemmon                | Mount Lemmon Survey  | —         | MPC                           |
| 315095               | 2007 DL99  | 23 fev 2007 | Mount Lemmon                | Mount Lemmon Survey  | —         | MPC                           |
| 315096               | 2007 DG112 | 27 fev 2007 | Kitt Peak                   | Spacewatch           | —         | MPC                           |
| 315097               | 2007 DW116 | 23 fev 2007 | Catalina                    | CSS                  | —         | MPC                           |
| 315098               | 2007 EX    | 10 mar 2007 | Siding Spring               | SSS                  | —         | MPC                           |
| 315099               | 2007 EK3   | 9 mar 2007  | Catalina                    | CSS                  | —         | MPC                           |
| 315100               | 2007 EA4   | 9 mar 2007  | Kitt Peak                   | Spacewatch           | —         | MPC                           |

## 315101–315200
| Designação         | Designação | Descoberta  | Descoberta      | Descobridor(es)        | Categoria | Mais informações / Referência |
| Permanente         | Provisória | Data        | Local           | Descobridor(es)        | Categoria | Mais informações / Referência |
| ------------------ | ---------- | ----------- | --------------- | ---------------------- | --------- | ----------------------------- |
| 315101             | 2007 EU5   | 9 mar 2007  | Mount Lemmon    | Mount Lemmon Survey    | —         | MPC                           |
| 315102             | 2007 EO8   | 9 mar 2007  | Mount Lemmon    | Mount Lemmon Survey    | —         | MPC                           |
| 315103             | 2007 EX8   | 9 mar 2007  | Mount Lemmon    | Mount Lemmon Survey    | —         | MPC                           |
| 315104             | 2007 EP14  | 17 nov 2006 | Kitt Peak       | Spacewatch             | Brangane  | MPC                           |
| 315105             | 2007 ET19  | 10 mar 2007 | Mount Lemmon    | Mount Lemmon Survey    | —         | MPC                           |
| 315106             | 2007 EQ21  | 10 mar 2007 | Palomar         | NEAT                   | —         | MPC                           |
| 315107             | 2007 EX25  | 11 mar 2007 | Marly           | P. Kocher              | —         | MPC                           |
| 315108             | 2007 EY31  | 10 mar 2007 | Palomar         | NEAT                   | —         | MPC                           |
| 315109             | 2007 EQ36  | 11 mar 2007 | Anderson Mesa   | LONEOS                 | —         | MPC                           |
| 315110             | 2007 EL37  | 11 mar 2007 | Mount Lemmon    | Mount Lemmon Survey    | —         | MPC                           |
| 315111             | 2007 EU37  | 11 mar 2007 | Mount Lemmon    | Mount Lemmon Survey    | —         | MPC                           |
| 315112             | 2007 EB42  | 9 mar 2007  | Kitt Peak       | Spacewatch             | —         | MPC                           |
| 315113             | 2007 EK48  | 9 mar 2007  | Kitt Peak       | Spacewatch             | —         | MPC                           |
| 315114             | 2007 ED50  | 10 mar 2007 | Mount Lemmon    | Mount Lemmon Survey    | Ursula    | MPC                           |
| 315115             | 2007 EJ51  | 10 mar 2007 | Palomar         | NEAT                   | —         | MPC                           |
| 315116             | 2007 EX51  | 11 mar 2007 | Catalina        | CSS                    | Juno      | MPC                           |
| 315117             | 2007 EL53  | 11 mar 2007 | Mount Lemmon    | Mount Lemmon Survey    | —         | MPC                           |
| 315118             | 2007 EU65  | 10 mar 2007 | Kitt Peak       | Spacewatch             | —         | MPC                           |
| 315119             | 2007 EC69  | 10 mar 2007 | Kitt Peak       | Spacewatch             | —         | MPC                           |
| 315120             | 2007 EM75  | 10 mar 2007 | Kitt Peak       | Spacewatch             | —         | MPC                           |
| 315121             | 2007 EW79  | 10 mar 2007 | Kitt Peak       | Spacewatch             | —         | MPC                           |
| 315122             | 2007 EG81  | 11 mar 2007 | Mount Lemmon    | Mount Lemmon Survey    | —         | MPC                           |
| 315123             | 2007 EE82  | 11 mar 2007 | Anderson Mesa   | LONEOS                 | —         | MPC                           |
| 315124             | 2007 EG82  | 11 mar 2007 | Anderson Mesa   | LONEOS                 | —         | MPC                           |
| 315125             | 2007 EV84  | 12 mar 2007 | Catalina        | CSS                    | Brangane  | MPC                           |
| 315126             | 2007 EC85  | 12 mar 2007 | Catalina        | CSS                    | —         | MPC                           |
| 315127             | 2007 ES87  | 12 mar 2007 | Catalina        | CSS                    | Juno      | MPC                           |
| 315128             | 2007 EE91  | 9 mar 2007  | Kitt Peak       | Spacewatch             | —         | MPC                           |
| 315129             | 2007 ED96  | 10 mar 2007 | Mount Lemmon    | Mount Lemmon Survey    | —         | MPC                           |
| 315130             | 2007 EO98  | 26 fev 2007 | Mount Lemmon    | Mount Lemmon Survey    | Themis    | MPC                           |
| 315131             | 2007 EH100 | 11 mar 2007 | Kitt Peak       | Spacewatch             | —         | MPC                           |
| 315132             | 2007 EM100 | 11 mar 2007 | Catalina        | CSS                    | —         | MPC                           |
| 315133             | 2007 EV103 | 23 fev 2007 | Mount Lemmon    | Mount Lemmon Survey    | —         | MPC                           |
| 315134             | 2007 EU108 | 11 mar 2007 | Kitt Peak       | Spacewatch             | —         | MPC                           |
| 315135             | 2007 EJ112 | 11 mar 2007 | Kitt Peak       | Spacewatch             | —         | MPC                           |
| 315136             | 2007 EK113 | 12 mar 2007 | Kitt Peak       | Spacewatch             | —         | MPC                           |
| 315137             | 2007 EM113 | 12 mar 2007 | Kitt Peak       | Spacewatch             | —         | MPC                           |
| 315138             | 2007 EP122 | 24 nov 2006 | Mount Lemmon    | Mount Lemmon Survey    | —         | MPC                           |
| 315139             | 2007 EM126 | 9 mar 2007  | Kitt Peak       | Spacewatch             | —         | MPC                           |
| 315140             | 2007 EO129 | 23 fev 2007 | Mount Lemmon    | Mount Lemmon Survey    | —         | MPC                           |
| 315141             | 2007 EZ144 | 12 mar 2007 | Mount Lemmon    | Mount Lemmon Survey    | —         | MPC                           |
| 315142             | 2007 EJ154 | 12 mar 2007 | Kitt Peak       | Spacewatch             | Ursula    | MPC                           |
| 315143             | 2007 EU160 | 14 mar 2007 | Catalina        | CSS                    | —         | MPC                           |
| 315144             | 2007 EC161 | 14 mar 2007 | Catalina        | CSS                    | —         | MPC                           |
| 315145             | 2007 EU169 | 13 mar 2007 | Kitt Peak       | Spacewatch             | —         | MPC                           |
| 315146             | 2007 EA171 | 15 mar 2007 | Catalina        | CSS                    | —         | MPC                           |
| 315147             | 2007 EO173 | 14 mar 2007 | Kitt Peak       | Spacewatch             | Ursula    | MPC                           |
| 315148             | 2007 EJ183 | 12 mar 2007 | Mount Lemmon    | Mount Lemmon Survey    | —         | MPC                           |
| 315149             | 2007 EF213 | 15 mar 2007 | Siding Spring   | SSS                    | —         | MPC                           |
| 315150             | 2007 EZ215 | 12 mar 2007 | Catalina        | CSS                    | —         | MPC                           |
| 315151             | 2007 EH219 | 14 mar 2007 | Mount Lemmon    | Mount Lemmon Survey    | Ursula    | MPC                           |
| 315152             | 2007 ET222 | 10 mar 2007 | Catalina        | CSS                    | —         | MPC                           |
| 315153             | 2007 ED223 | 12 mar 2007 | Catalina        | CSS                    | Eos       | MPC                           |
| 315154             | 2007 FC2   | 16 mar 2007 | Catalina        | CSS                    | —         | MPC                           |
| 315155             | 2007 FC12  | 17 mar 2007 | Socorro         | LINEAR                 | —         | MPC                           |
| 315156             | 2007 FL12  | 17 mar 2007 | Socorro         | LINEAR                 | Juno      | MPC                           |
| 315157             | 2007 FQ13  | 19 mar 2007 | Mount Lemmon    | Mount Lemmon Survey    | Ursula    | MPC                           |
| 315158             | 2007 FS18  | 20 mar 2007 | Mount Lemmon    | Mount Lemmon Survey    | —         | MPC                           |
| 315159             | 2007 FX22  | 26 fev 2007 | Mount Lemmon    | Mount Lemmon Survey    | Ursula    | MPC                           |
| 315160             | 2007 FE23  | 20 mar 2007 | Kitt Peak       | Spacewatch             | —         | MPC                           |
| 315161             | 2007 FL23  | 20 mar 2007 | Kitt Peak       | Spacewatch             | —         | MPC                           |
| 315162             | 2007 FL24  | 12 nov 1999 | Socorro         | LINEAR                 | —         | MPC                           |
| 315163             | 2007 FR30  | 20 mar 2007 | Mount Lemmon    | Mount Lemmon Survey    | Brangane  | MPC                           |
| 315164             | 2007 FB32  | 20 mar 2007 | Kitt Peak       | Spacewatch             | —         | MPC                           |
| 315165             | 2007 FZ36  | 26 mar 2007 | Kitt Peak       | Spacewatch             | —         | MPC                           |
| 315166 Pawelmaksym | 2007 GA4   | 6 abr 2007  | Charleston      | ARO                    | Brangane  | MPC                           |
| 315167             | 2007 GE4   | 11 abr 2007 | Catalina        | CSS                    | —         | MPC                           |
| 315168             | 2007 GE21  | 11 abr 2007 | Mount Lemmon    | Mount Lemmon Survey    | Juno      | MPC                           |
| 315169             | 2007 GH33  | 11 abr 2007 | Catalina        | CSS                    | —         | MPC                           |
| 315170             | 2007 GW37  | 14 abr 2007 | Kitt Peak       | Spacewatch             | Ursula    | MPC                           |
| 315171             | 2007 GB69  | 15 abr 2007 | Mount Lemmon    | Mount Lemmon Survey    | —         | MPC                           |
| 315172             | 2007 GY74  | 3 jan 2006  | Socorro         | LINEAR                 | —         | MPC                           |
| 315173             | 2007 HS4   | 18 abr 2007 | Socorro         | LINEAR                 | Juno      | MPC                           |
| 315174 Sellek      | 2007 HG5   | 20 mar 2007 | Catalina        | CSS                    | —         | MPC                           |
| 315175             | 2007 HW14  | 20 abr 2007 | Wildberg        | R. Apitzsch            | Juno      | MPC                           |
| 315176             | 2007 HX41  | 22 abr 2007 | Mount Lemmon    | Mount Lemmon Survey    | —         | MPC                           |
| 315177             | 2007 HB47  | 20 abr 2007 | Mount Lemmon    | Mount Lemmon Survey    | Ursula    | MPC                           |
| 315178             | 2007 HF64  | 22 abr 2007 | Mount Lemmon    | Mount Lemmon Survey    | —         | MPC                           |
| 315179             | 2007 HG78  | 23 abr 2007 | Catalina        | CSS                    | —         | MPC                           |
| 315180             | 2007 HO80  | 25 abr 2007 | Mount Lemmon    | Mount Lemmon Survey    | —         | MPC                           |
| 315181             | 2007 HA90  | 20 mar 2007 | Anderson Mesa   | LONEOS                 | —         | MPC                           |
| 315182             | 2007 JP36  | 9 mai 2007  | Mount Lemmon    | Mount Lemmon Survey    | —         | MPC                           |
| 315183             | 2007 JK42  | 10 mai 2007 | Catalina        | CSS                    | Juno      | MPC                           |
| 315184             | 2007 JM42  | 11 mai 2007 | Catalina        | CSS                    | —         | MPC                           |
| 315185             | 2007 KD1   | 16 mai 2007 | Mount Lemmon    | Mount Lemmon Survey    | Juno      | MPC                           |
| 315186 Schade      | 2007 LD30  | 11 jun 2007 | Mauna Kea       | D. D. Balam            | —         | MPC                           |
| 315187             | 2007 OS1   | 19 jul 2007 | La Sagra        | Mallorca Obs.          | —         | MPC                           |
| 315188             | 2007 PZ13  | 8 ago 2007  | Socorro         | LINEAR                 | —         | MPC                           |
| 315189             | 2007 PQ20  | 9 ago 2007  | Socorro         | LINEAR                 | —         | MPC                           |
| 315190             | 2007 PE22  | 10 ago 2007 | Kitt Peak       | Spacewatch             | —         | MPC                           |
| 315191             | 2007 PH22  | 10 ago 2007 | Kitt Peak       | Spacewatch             | —         | MPC                           |
| 315192             | 2007 PG27  | 10 ago 2007 | Tiki            | S. F. Hönig, N. Teamo  | —         | MPC                           |
| 315193             | 2007 PZ36  | 13 ago 2007 | Socorro         | LINEAR                 | —         | MPC                           |
| 315194             | 2007 PO37  | 13 ago 2007 | Socorro         | LINEAR                 | —         | MPC                           |
| 315195             | 2007 PM40  | 13 ago 2007 | Socorro         | LINEAR                 | Vesta     | MPC                           |
| 315196             | 2007 PG43  | 9 ago 2007  | Socorro         | LINEAR                 | —         | MPC                           |
| 315197             | 2007 PF45  | 10 ago 2007 | Kitt Peak       | Spacewatch             | —         | MPC                           |
| 315198             | 2007 PB49  | 12 ago 2007 | Purple Mountain | PMO NEO                | —         | MPC                           |
| 315199             | 2007 QD    | 16 ago 2007 | San Marcello    | Pistoia Mountains Obs. | —         | MPC                           |
| 315200             | 2007 QQ9   | 22 ago 2007 | Socorro         | LINEAR                 | —         | MPC                           |

## 315201–315300
| Designação           | Designação | Descoberta  | Descoberta        | Descobridor(es)     | Categoria | Mais informações / Referência |
| Permanente           | Provisória | Data        | Local             | Descobridor(es)     | Categoria | Mais informações / Referência |
| -------------------- | ---------- | ----------- | ----------------- | ------------------- | --------- | ----------------------------- |
| 315201               | 2007 QX9   | 22 ago 2007 | Socorro           | LINEAR              | —         | MPC                           |
| 315202               | 2007 QN12  | 23 ago 2007 | Siding Spring     | SSS                 | —         | MPC                           |
| 315203               | 2007 QK15  | 24 ago 2007 | Kitt Peak         | Spacewatch          | Vesta     | MPC                           |
| 315204               | 2007 QM15  | 24 ago 2007 | Kitt Peak         | Spacewatch          | Vesta     | MPC                           |
| 315205               | 2007 QO15  | 24 ago 2007 | Kitt Peak         | Spacewatch          | Vesta     | MPC                           |
| 315206               | 2007 RQ1   | 4 set 2007  | Mayhill           | A. Lowe             | —         | MPC                           |
| 315207               | 2007 RP10  | 3 set 2007  | Catalina          | CSS                 | —         | MPC                           |
| 315208               | 2007 RS22  | 3 set 2007  | Catalina          | CSS                 | Vesta     | MPC                           |
| 315209               | 2007 RC37  | 8 set 2007  | Mount Lemmon      | Mount Lemmon Survey | —         | MPC                           |
| 315210               | 2007 RO48  | 9 set 2007  | Mount Lemmon      | Mount Lemmon Survey | —         | MPC                           |
| 315211               | 2007 RX52  | 9 set 2007  | Kitt Peak         | Spacewatch          | —         | MPC                           |
| 315212               | 2007 RJ60  | 10 set 2007 | Catalina          | CSS                 | —         | MPC                           |
| 315213               | 2007 RL87  | 10 set 2007 | Mount Lemmon      | Mount Lemmon Survey | —         | MPC                           |
| 315214               | 2007 RV95  | 10 set 2007 | Kitt Peak         | Spacewatch          | —         | MPC                           |
| 315215               | 2007 RL97  | 10 set 2007 | Kitt Peak         | Spacewatch          | —         | MPC                           |
| 315216               | 2007 RM105 | 11 set 2007 | Catalina          | CSS                 | —         | MPC                           |
| 315217               | 2007 RJ108 | 11 set 2007 | Kitt Peak         | Spacewatch          | —         | MPC                           |
| 315218 La Boetie     | 2007 RR133 | 13 set 2007 | Saint-Sulpice     | B. Christophe       | —         | MPC                           |
| 315219               | 2007 RX137 | 14 set 2007 | Anderson Mesa     | LONEOS              | —         | MPC                           |
| 315220               | 2007 RK140 | 13 set 2007 | Socorro           | LINEAR              | —         | MPC                           |
| 315221               | 2007 RS148 | 12 set 2007 | Catalina          | CSS                 | —         | MPC                           |
| 315222               | 2007 RA149 | 12 set 2007 | Catalina          | CSS                 | —         | MPC                           |
| 315223               | 2007 RP154 | 10 set 2007 | Catalina          | CSS                 | —         | MPC                           |
| 315224               | 2007 RR154 | 10 set 2007 | Mount Lemmon      | Mount Lemmon Survey | Vesta     | MPC                           |
| 315225               | 2007 RO155 | 10 set 2007 | Mount Lemmon      | Mount Lemmon Survey | —         | MPC                           |
| 315226               | 2007 RN175 | 10 set 2007 | Kitt Peak         | Spacewatch          | —         | MPC                           |
| 315227               | 2007 RB179 | 10 set 2007 | Mount Lemmon      | Mount Lemmon Survey | —         | MPC                           |
| 315228               | 2007 RC192 | 11 set 2007 | Kitt Peak         | Spacewatch          | —         | MPC                           |
| 315229               | 2007 RW206 | 10 set 2007 | Kitt Peak         | Spacewatch          | —         | MPC                           |
| 315230               | 2007 RA213 | 12 set 2007 | Anderson Mesa     | LONEOS              | —         | MPC                           |
| 315231               | 2007 RX227 | 10 set 2007 | Mount Lemmon      | Mount Lemmon Survey | Mitidika  | MPC                           |
| 315232               | 2007 RY227 | 10 set 2007 | Mount Lemmon      | Mount Lemmon Survey | —         | MPC                           |
| 315233               | 2007 RG247 | 12 set 2007 | Catalina          | CSS                 | —         | MPC                           |
| 315234               | 2007 RP260 | 14 set 2007 | Mount Lemmon      | Mount Lemmon Survey | —         | MPC                           |
| 315235               | 2007 RH261 | 14 set 2007 | Kitt Peak         | Spacewatch          | —         | MPC                           |
| 315236               | 2007 RX269 | 15 set 2007 | Kitt Peak         | Spacewatch          | —         | MPC                           |
| 315237               | 2007 RW272 | 15 set 2007 | Kitt Peak         | Spacewatch          | —         | MPC                           |
| 315238               | 2007 RK275 | 14 ago 2007 | Siding Spring     | SSS                 | —         | MPC                           |
| 315239               | 2007 RB280 | 10 set 2007 | Catalina          | CSS                 | —         | MPC                           |
| 315240               | 2007 RP284 | 11 set 2007 | Purple Mountain   | PMO NEO             | —         | MPC                           |
| 315241               | 2007 RN290 | 10 set 2007 | Mount Lemmon      | Mount Lemmon Survey | —         | MPC                           |
| 315242               | 2007 RB291 | 14 set 2007 | Mount Lemmon      | Mount Lemmon Survey | Mitidika  | MPC                           |
| 315243               | 2007 RE296 | 14 set 2007 | Mount Lemmon      | Mount Lemmon Survey | —         | MPC                           |
| 315244               | 2007 RT296 | 14 set 2007 | Mount Lemmon      | Mount Lemmon Survey | —         | MPC                           |
| 315245               | 2007 RY298 | 12 set 2007 | Catalina          | CSS                 | —         | MPC                           |
| 315246               | 2007 RP300 | 15 set 2007 | Lulin Observatory | LUSS                | —         | MPC                           |
| 315247               | 2007 RO311 | 12 set 2007 | Catalina          | CSS                 | —         | MPC                           |
| 315248               | 2007 RX320 | 10 set 2007 | Kitt Peak         | Spacewatch          | —         | MPC                           |
| 315249               | 2007 SS3   | 16 set 2007 | Socorro           | LINEAR              | —         | MPC                           |
| 315250               | 2007 SR5   | 19 set 2007 | Socorro           | LINEAR              | —         | MPC                           |
| 315251               | 2007 SJ11  | 16 set 2007 | Taunus            | E. Schwab, R. Kling | —         | MPC                           |
| 315252               | 2007 TW7   | 7 out 2007  | Calvin-Rehoboth   | L. A. Molnar        | —         | MPC                           |
| 315253               | 2007 TY8   | 6 out 2007  | Bergisch Gladbach | W. Bickel           | —         | MPC                           |
| 315254               | 2007 TK10  | 6 out 2007  | Socorro           | LINEAR              | Mitidika  | MPC                           |
| 315255               | 2007 TP10  | 6 out 2007  | Socorro           | LINEAR              | —         | MPC                           |
| 315256               | 2007 TK12  | 6 out 2007  | Socorro           | LINEAR              | —         | MPC                           |
| 315257               | 2007 TO14  | 7 out 2007  | Altschwendt       | W. Ries             | —         | MPC                           |
| 315258               | 2007 TK18  | 8 out 2007  | Goodricke-Pigott  | R. A. Tucker        | —         | MPC                           |
| 315259               | 2007 TO18  | 8 out 2007  | Goodricke-Pigott  | R. A. Tucker        | —         | MPC                           |
| 315260               | 2007 TN27  | 4 out 2007  | Kitt Peak         | Spacewatch          | —         | MPC                           |
| 315261               | 2007 TM40  | 6 out 2007  | Kitt Peak         | Spacewatch          | —         | MPC                           |
| 315262               | 2007 TE41  | 6 out 2007  | Kitt Peak         | Spacewatch          | —         | MPC                           |
| 315263               | 2007 TA46  | 7 out 2007  | Catalina          | CSS                 | —         | MPC                           |
| 315264               | 2007 TQ46  | 4 out 2007  | Kitt Peak         | Spacewatch          | —         | MPC                           |
| 315265               | 2007 TL48  | 4 out 2007  | Kitt Peak         | Spacewatch          | —         | MPC                           |
| 315266               | 2007 TX57  | 4 out 2007  | Kitt Peak         | Spacewatch          | —         | MPC                           |
| 315267               | 2007 TJ61  | 7 out 2007  | Mount Lemmon      | Mount Lemmon Survey | —         | MPC                           |
| 315268               | 2007 TR64  | 7 out 2007  | Mount Lemmon      | Mount Lemmon Survey | Mitidika  | MPC                           |
| 315269               | 2007 TM66  | 10 out 2007 | Cordell-Lorenz    | D. T. Durig         | —         | MPC                           |
| 315270               | 2007 TP69  | 14 out 2007 | Mayhill           | A. Lowe             | —         | MPC                           |
| 315271               | 2007 TA76  | 4 out 2007  | Kitt Peak         | Spacewatch          | —         | MPC                           |
| 315272               | 2007 TQ81  | 7 out 2007  | Catalina          | CSS                 | —         | MPC                           |
| 315273               | 2007 TO87  | 8 out 2007  | Mount Lemmon      | Mount Lemmon Survey | —         | MPC                           |
| 315274               | 2007 TX87  | 8 out 2007  | Mount Lemmon      | Mount Lemmon Survey | —         | MPC                           |
| 315275               | 2007 TJ90  | 8 out 2007  | Mount Lemmon      | Mount Lemmon Survey | —         | MPC                           |
| 315276 Yurigradovsky | 2007 TK91  | 1 out 2007  | Andrushivka       | Andrushivka Obs.    | —         | MPC                           |
| 315277               | 2007 TT105 | 15 out 2007 | Taunus            | S. Karge, R. Kling  | —         | MPC                           |
| 315278               | 2007 TS107 | 4 out 2007  | Catalina          | CSS                 | —         | MPC                           |
| 315279               | 2007 TP108 | 7 out 2007  | Catalina          | CSS                 | —         | MPC                           |
| 315280               | 2007 TD109 | 7 out 2007  | Catalina          | CSS                 | —         | MPC                           |
| 315281               | 2007 TG112 | 8 out 2007  | Catalina          | CSS                 | —         | MPC                           |
| 315282               | 2007 TG114 | 8 out 2007  | Catalina          | CSS                 | —         | MPC                           |
| 315283               | 2007 TM119 | 9 out 2007  | Kitt Peak         | Spacewatch          | —         | MPC                           |
| 315284               | 2007 TW124 | 6 out 2007  | Kitt Peak         | Spacewatch          | —         | MPC                           |
| 315285               | 2007 TG125 | 6 out 2007  | Kitt Peak         | Spacewatch          | —         | MPC                           |
| 315286               | 2007 TM125 | 6 out 2007  | Kitt Peak         | Spacewatch          | —         | MPC                           |
| 315287               | 2007 TK128 | 6 out 2007  | Kitt Peak         | Spacewatch          | —         | MPC                           |
| 315288               | 2007 TL129 | 6 out 2007  | Kitt Peak         | Spacewatch          | —         | MPC                           |
| 315289               | 2007 TH133 | 7 out 2007  | Mount Lemmon      | Mount Lemmon Survey | —         | MPC                           |
| 315290               | 2007 TN145 | 6 out 2007  | Socorro           | LINEAR              | —         | MPC                           |
| 315291               | 2007 TJ147 | 7 out 2007  | Socorro           | LINEAR              | —         | MPC                           |
| 315292               | 2007 TM148 | 7 out 2007  | Socorro           | LINEAR              | —         | MPC                           |
| 315293               | 2007 TO155 | 9 out 2007  | Socorro           | LINEAR              | —         | MPC                           |
| 315294               | 2007 TK156 | 9 out 2007  | Socorro           | LINEAR              | —         | MPC                           |
| 315295               | 2007 TB157 | 9 out 2007  | Socorro           | LINEAR              | —         | MPC                           |
| 315296               | 2007 TF157 | 9 out 2007  | Socorro           | LINEAR              | —         | MPC                           |
| 315297               | 2007 TB158 | 9 out 2007  | Socorro           | LINEAR              | —         | MPC                           |
| 315298               | 2007 TH160 | 9 out 2007  | Socorro           | LINEAR              | —         | MPC                           |
| 315299               | 2007 TF163 | 11 out 2007 | Socorro           | LINEAR              | —         | MPC                           |
| 315300               | 2007 TQ169 | 12 out 2007 | Socorro           | LINEAR              | —         | MPC                           |

## 315301–315400
| Designação | Designação | Descoberta  | Descoberta       | Descobridor(es)     | Categoria | Mais informações / Referência |
| Permanente | Provisória | Data        | Local            | Descobridor(es)     | Categoria | Mais informações / Referência |
| ---------- | ---------- | ----------- | ---------------- | ------------------- | --------- | ----------------------------- |
| 315301     | 2007 TA174 | 4 out 2007  | Catalina         | CSS                 | —         | MPC                           |
| 315302     | 2007 TV177 | 6 out 2007  | Kitt Peak        | Spacewatch          | Mitidika  | MPC                           |
| 315303     | 2007 TM187 | 13 out 2007 | Socorro          | LINEAR              | —         | MPC                           |
| 315304     | 2007 TS199 | 8 out 2007  | Kitt Peak        | Spacewatch          | —         | MPC                           |
| 315305     | 2007 TO204 | 8 out 2007  | Mount Lemmon     | Mount Lemmon Survey | —         | MPC                           |
| 315306     | 2007 TN212 | 7 out 2007  | Kitt Peak        | Spacewatch          | —         | MPC                           |
| 315307     | 2007 TE216 | 7 out 2007  | Kitt Peak        | Spacewatch          | —         | MPC                           |
| 315308     | 2007 TO216 | 7 out 2007  | Kitt Peak        | Spacewatch          | —         | MPC                           |
| 315309     | 2007 TF233 | 8 out 2007  | Kitt Peak        | Spacewatch          | —         | MPC                           |
| 315310     | 2007 TE234 | 8 out 2007  | Kitt Peak        | Spacewatch          | —         | MPC                           |
| 315311     | 2007 TX236 | 9 out 2007  | Mount Lemmon     | Mount Lemmon Survey | —         | MPC                           |
| 315312     | 2007 TU244 | 8 out 2007  | Catalina         | CSS                 | —         | MPC                           |
| 315313     | 2007 TL257 | 10 out 2007 | Kitt Peak        | Spacewatch          | —         | MPC                           |
| 315314     | 2007 TC273 | 9 out 2007  | Kitt Peak        | Spacewatch          | —         | MPC                           |
| 315315     | 2007 TS290 | 12 out 2007 | Mount Lemmon     | Mount Lemmon Survey | —         | MPC                           |
| 315316     | 2007 TJ296 | 10 out 2007 | Mount Lemmon     | Mount Lemmon Survey | —         | MPC                           |
| 315317     | 2007 TQ299 | 12 out 2007 | Kitt Peak        | Spacewatch          | —         | MPC                           |
| 315318     | 2007 TU309 | 10 out 2007 | Mount Lemmon     | Mount Lemmon Survey | —         | MPC                           |
| 315319     | 2007 TH317 | 12 out 2007 | Kitt Peak        | Spacewatch          | —         | MPC                           |
| 315320     | 2007 TY332 | 11 out 2007 | Kitt Peak        | Spacewatch          | —         | MPC                           |
| 315321     | 2007 TW333 | 11 out 2007 | Kitt Peak        | Spacewatch          | —         | MPC                           |
| 315322     | 2007 TB347 | 13 out 2007 | Mount Lemmon     | Mount Lemmon Survey | —         | MPC                           |
| 315323     | 2007 TD353 | 8 out 2007  | Mount Lemmon     | Mount Lemmon Survey | —         | MPC                           |
| 315324     | 2007 TP354 | 10 out 2007 | Catalina         | CSS                 | —         | MPC                           |
| 315325     | 2007 TP367 | 10 out 2007 | Anderson Mesa    | LONEOS              | —         | MPC                           |
| 315326     | 2007 TJ368 | 10 out 2007 | Mount Lemmon     | Mount Lemmon Survey | —         | MPC                           |
| 315327     | 2007 TK373 | 14 out 2007 | Kitt Peak        | Spacewatch          | —         | MPC                           |
| 315328     | 2007 TQ379 | 13 out 2007 | Mount Lemmon     | Mount Lemmon Survey | —         | MPC                           |
| 315329     | 2007 TQ380 | 14 out 2007 | Kitt Peak        | Spacewatch          | —         | MPC                           |
| 315330     | 2007 TC381 | 14 out 2007 | Kitt Peak        | Spacewatch          | Mitidika  | MPC                           |
| 315331     | 2007 TD392 | 15 out 2007 | Catalina         | CSS                 | —         | MPC                           |
| 315332     | 2007 TW392 | 15 out 2007 | Kitt Peak        | Spacewatch          | —         | MPC                           |
| 315333     | 2007 TK393 | 13 out 2007 | Catalina         | CSS                 | —         | MPC                           |
| 315334     | 2007 TC411 | 13 out 2007 | Catalina         | CSS                 | —         | MPC                           |
| 315335     | 2007 TH411 | 13 out 2007 | Catalina         | CSS                 | —         | MPC                           |
| 315336     | 2007 TM418 | 4 out 2007  | Kitt Peak        | Spacewatch          | —         | MPC                           |
| 315337     | 2007 TH419 | 11 out 2007 | Kitt Peak        | Spacewatch          | —         | MPC                           |
| 315338     | 2007 TO419 | 15 out 2007 | Kitt Peak        | Spacewatch          | —         | MPC                           |
| 315339     | 2007 TQ441 | 15 fev 2002 | Haleakala        | NEAT                | —         | MPC                           |
| 315340     | 2007 TP445 | 6 out 2007  | Kitt Peak        | Spacewatch          | —         | MPC                           |
| 315341     | 2007 TU445 | 7 out 2007  | Kitt Peak        | Spacewatch          | —         | MPC                           |
| 315342     | 2007 TF451 | 15 out 2007 | Mount Lemmon     | Mount Lemmon Survey | —         | MPC                           |
| 315343     | 2007 UW2   | 16 out 2007 | 7300 Observatory | W. K. Y. Yeung      | —         | MPC                           |
| 315344     | 2007 UO4   | 16 out 2007 | Bisei SG Center  | BATTeRS             | —         | MPC                           |
| 315345     | 2007 UE10  | 17 out 2007 | Anderson Mesa    | LONEOS              | —         | MPC                           |
| 315346     | 2007 UT10  | 18 out 2007 | Anderson Mesa    | LONEOS              | —         | MPC                           |
| 315347     | 2007 UA11  | 19 out 2007 | Anderson Mesa    | LONEOS              | —         | MPC                           |
| 315348     | 2007 UB11  | 19 out 2007 | Anderson Mesa    | LONEOS              | —         | MPC                           |
| 315349     | 2007 UO11  | 19 out 2007 | Socorro          | LINEAR              | —         | MPC                           |
| 315350     | 2007 UN13  | 16 out 2007 | Kitt Peak        | Spacewatch          | Mitidika  | MPC                           |
| 315351     | 2007 UX14  | 17 out 2007 | Catalina         | CSS                 | —         | MPC                           |
| 315352     | 2007 UY28  | 18 out 2007 | Kitt Peak        | Spacewatch          | —         | MPC                           |
| 315353     | 2007 UL44  | 18 out 2007 | Mount Lemmon     | Mount Lemmon Survey | —         | MPC                           |
| 315354     | 2007 UP45  | 19 out 2007 | Kitt Peak        | Spacewatch          | —         | MPC                           |
| 315355     | 2007 UG46  | 20 out 2007 | Catalina         | CSS                 | —         | MPC                           |
| 315356     | 2007 UV54  | 30 out 2007 | Kitt Peak        | Spacewatch          | —         | MPC                           |
| 315357     | 2007 UR57  | 30 out 2007 | Mount Lemmon     | Mount Lemmon Survey | —         | MPC                           |
| 315358     | 2007 UG58  | 30 out 2007 | Mount Lemmon     | Mount Lemmon Survey | —         | MPC                           |
| 315359     | 2007 UC65  | 30 out 2007 | Mount Lemmon     | Mount Lemmon Survey | Mitidika  | MPC                           |
| 315360     | 2007 UY71  | 31 out 2007 | Kitt Peak        | Spacewatch          | —         | MPC                           |
| 315361     | 2007 UY78  | 30 out 2007 | Mount Lemmon     | Mount Lemmon Survey | —         | MPC                           |
| 315362     | 2007 UQ101 | 30 out 2007 | Kitt Peak        | Spacewatch          | —         | MPC                           |
| 315363     | 2007 UZ127 | 20 out 2007 | Mount Lemmon     | Mount Lemmon Survey | —         | MPC                           |
| 315364     | 2007 UC142 | 26 out 2007 | Mount Lemmon     | Mount Lemmon Survey | —         | MPC                           |
| 315365     | 2007 VB    | 1 nov 2007  | Mayhill          | A. Lowe             | —         | MPC                           |
| 315366     | 2007 VU1   | 1 nov 2007  | Socorro          | LINEAR              | —         | MPC                           |
| 315367     | 2007 VV1   | 1 nov 2007  | Socorro          | LINEAR              | —         | MPC                           |
| 315368     | 2007 VX2   | 2 nov 2007  | Mount Lemmon     | Mount Lemmon Survey | Vesta     | MPC                           |
| 315369     | 2007 VG6   | 3 nov 2007  | Mount Lemmon     | Mount Lemmon Survey | Vesta     | MPC                           |
| 315370     | 2007 VT9   | 3 nov 2007  | 7300             | W. K. Y. Yeung      | —         | MPC                           |
| 315371     | 2007 VJ18  | 1 nov 2007  | Mount Lemmon     | Mount Lemmon Survey | Mitidika  | MPC                           |
| 315372     | 2007 VQ26  | 2 nov 2007  | Mount Lemmon     | Mount Lemmon Survey | —         | MPC                           |
| 315373     | 2007 VS38  | 2 nov 2007  | Catalina         | CSS                 | —         | MPC                           |
| 315374     | 2007 VN39  | 3 nov 2007  | Kitt Peak        | Spacewatch          | —         | MPC                           |
| 315375     | 2007 VV42  | 3 nov 2007  | Mount Lemmon     | Mount Lemmon Survey | —         | MPC                           |
| 315376     | 2007 VM49  | 1 nov 2007  | Kitt Peak        | Spacewatch          | —         | MPC                           |
| 315377     | 2007 VO50  | 1 nov 2007  | Kitt Peak        | Spacewatch          | —         | MPC                           |
| 315378     | 2007 VC54  | 1 nov 2007  | Kitt Peak        | Spacewatch          | Flora     | MPC                           |
| 315379     | 2007 VU54  | 1 nov 2007  | Kitt Peak        | Spacewatch          | —         | MPC                           |
| 315380     | 2007 VE55  | 1 nov 2007  | Kitt Peak        | Spacewatch          | —         | MPC                           |
| 315381     | 2007 VN63  | 1 nov 2007  | Kitt Peak        | Spacewatch          | —         | MPC                           |
| 315382     | 2007 VQ64  | 1 nov 2007  | Kitt Peak        | Spacewatch          | —         | MPC                           |
| 315383     | 2007 VX66  | 2 nov 2007  | Kitt Peak        | Spacewatch          | —         | MPC                           |
| 315384     | 2007 VP72  | 1 nov 2007  | Kitt Peak        | Spacewatch          | —         | MPC                           |
| 315385     | 2007 VM83  | 4 nov 2007  | Mount Lemmon     | Mount Lemmon Survey | —         | MPC                           |
| 315386     | 2007 VY86  | 2 nov 2007  | Socorro          | LINEAR              | —         | MPC                           |
| 315387     | 2007 VG89  | 4 nov 2007  | Socorro          | LINEAR              | —         | MPC                           |
| 315388     | 2007 VP91  | 7 nov 2007  | Bisei SG Center  | BATTeRS             | —         | MPC                           |
| 315389     | 2007 VT97  | 17 jan 2005 | Kitt Peak        | Spacewatch          | —         | MPC                           |
| 315390     | 2007 VH105 | 3 nov 2007  | Kitt Peak        | Spacewatch          | Mitidika  | MPC                           |
| 315391     | 2007 VX107 | 3 nov 2007  | Kitt Peak        | Spacewatch          | —         | MPC                           |
| 315392     | 2007 VN111 | 3 nov 2007  | Kitt Peak        | Spacewatch          | —         | MPC                           |
| 315393     | 2007 VH114 | 3 nov 2007  | Kitt Peak        | Spacewatch          | Mitidika  | MPC                           |
| 315394     | 2007 VY118 | 4 nov 2007  | Kitt Peak        | Spacewatch          | —         | MPC                           |
| 315395     | 2007 VU121 | 5 nov 2007  | Kitt Peak        | Spacewatch          | —         | MPC                           |
| 315396     | 2007 VJ125 | 5 nov 2007  | Purple Mountain  | PMO NEO             | —         | MPC                           |
| 315397     | 2007 VS135 | 3 nov 2007  | Mount Lemmon     | Mount Lemmon Survey | —         | MPC                           |
| 315398     | 2007 VR138 | 2 nov 2007  | Kitt Peak        | Spacewatch          | —         | MPC                           |
| 315399     | 2007 VE141 | 4 nov 2007  | Mount Lemmon     | Mount Lemmon Survey | —         | MPC                           |
| 315400     | 2007 VE143 | 4 nov 2007  | Kitt Peak        | Spacewatch          | —         | MPC                           |

## 315401–315500
| Designação   | Designação | Descoberta  | Descoberta      | Descobridor(es)             | Categoria | Mais informações / Referência |
| Permanente   | Provisória | Data        | Local           | Descobridor(es)             | Categoria | Mais informações / Referência |
| ------------ | ---------- | ----------- | --------------- | --------------------------- | --------- | ----------------------------- |
| 315401       | 2007 VU144 | 4 nov 2007  | Kitt Peak       | Spacewatch                  | —         | MPC                           |
| 315402       | 2007 VZ153 | 4 nov 2007  | Kitt Peak       | Spacewatch                  | —         | MPC                           |
| 315403       | 2007 VM168 | 5 nov 2007  | Kitt Peak       | Spacewatch                  | —         | MPC                           |
| 315404       | 2007 VM181 | 7 nov 2007  | Mount Lemmon    | Mount Lemmon Survey         | —         | MPC                           |
| 315405       | 2007 VZ183 | 12 nov 2007 | Socorro         | LINEAR                      | —         | MPC                           |
| 315406       | 2007 VF185 | 6 nov 2007  | Kitt Peak       | Spacewatch                  | —         | MPC                           |
| 315407       | 2007 VE192 | 4 nov 2007  | Mount Lemmon    | Mount Lemmon Survey         | —         | MPC                           |
| 315408       | 2007 VJ193 | 4 nov 2007  | Mount Lemmon    | Mount Lemmon Survey         | —         | MPC                           |
| 315409       | 2007 VS194 | 5 nov 2007  | Mount Lemmon    | Mount Lemmon Survey         | —         | MPC                           |
| 315410       | 2007 VE197 | 7 nov 2007  | Mount Lemmon    | Mount Lemmon Survey         | —         | MPC                           |
| 315411       | 2007 VJ198 | 8 nov 2007  | Mount Lemmon    | Mount Lemmon Survey         | —         | MPC                           |
| 315412       | 2007 VQ198 | 8 nov 2007  | Mount Lemmon    | Mount Lemmon Survey         | —         | MPC                           |
| 315413       | 2007 VE219 | 9 nov 2007  | Kitt Peak       | Spacewatch                  | —         | MPC                           |
| 315414       | 2007 VH227 | 12 nov 2007 | Catalina        | CSS                         | —         | MPC                           |
| 315415       | 2007 VC233 | 7 nov 2007  | Kitt Peak       | Spacewatch                  | —         | MPC                           |
| 315416       | 2007 VK233 | 8 nov 2007  | Kitt Peak       | Spacewatch                  | —         | MPC                           |
| 315417       | 2007 VZ237 | 12 nov 2007 | Catalina        | CSS                         | —         | MPC                           |
| 315418       | 2007 VE241 | 11 nov 2007 | Mount Lemmon    | Mount Lemmon Survey         | —         | MPC                           |
| 315419       | 2007 VW244 | 14 nov 2007 | Bisei SG Center | BATTeRS                     | Mitidika  | MPC                           |
| 315420       | 2007 VU245 | 8 nov 2007  | Catalina        | CSS                         | —         | MPC                           |
| 315421       | 2007 VY247 | 13 nov 2007 | Mount Lemmon    | Mount Lemmon Survey         | —         | MPC                           |
| 315422       | 2007 VY251 | 12 nov 2007 | Mount Lemmon    | Mount Lemmon Survey         | —         | MPC                           |
| 315423       | 2007 VQ252 | 12 nov 2007 | Mount Lemmon    | Mount Lemmon Survey         | —         | MPC                           |
| 315424       | 2007 VU254 | 15 nov 2007 | Anderson Mesa   | LONEOS                      | —         | MPC                           |
| 315425       | 2007 VZ255 | 13 nov 2007 | Kitt Peak       | Spacewatch                  | —         | MPC                           |
| 315426       | 2007 VZ259 | 15 nov 2007 | Mount Lemmon    | Mount Lemmon Survey         | —         | MPC                           |
| 315427       | 2007 VS263 | 13 nov 2007 | Mount Lemmon    | Mount Lemmon Survey         | —         | MPC                           |
| 315428       | 2007 VJ286 | 14 nov 2007 | Kitt Peak       | Spacewatch                  | —         | MPC                           |
| 315429       | 2007 VG291 | 14 nov 2007 | Kitt Peak       | Spacewatch                  | Mitidika  | MPC                           |
| 315430       | 2007 VQ292 | 14 nov 2007 | Kitt Peak       | Spacewatch                  | —         | MPC                           |
| 315431       | 2007 VX292 | 15 nov 2007 | Catalina        | CSS                         | —         | MPC                           |
| 315432       | 2007 VX294 | 14 nov 2007 | Kitt Peak       | Spacewatch                  | —         | MPC                           |
| 315433       | 2007 VM295 | 13 nov 2007 | Catalina        | CSS                         | —         | MPC                           |
| 315434       | 2007 VD299 | 11 nov 2007 | Anderson Mesa   | LONEOS                      | —         | MPC                           |
| 315435       | 2007 VQ301 | 11 nov 2007 | Bisei SG Center | BATTeRS                     | —         | MPC                           |
| 315436       | 2007 VA311 | 8 nov 2007  | Mount Lemmon    | Mount Lemmon Survey         | —         | MPC                           |
| 315437       | 2007 VZ312 | 3 nov 2007  | Kitt Peak       | Spacewatch                  | —         | MPC                           |
| 315438       | 2007 VP326 | 4 nov 2007  | Kitt Peak       | Spacewatch                  | —         | MPC                           |
| 315439       | 2007 VN335 | 14 nov 2007 | Mount Lemmon    | Mount Lemmon Survey         | —         | MPC                           |
| 315440       | 2007 WX1   | 17 nov 2007 | Mayhill         | A. Lowe                     | —         | MPC                           |
| 315441       | 2007 WD11  | 25 mar 2006 | Kitt Peak       | Spacewatch                  | —         | MPC                           |
| 315442       | 2007 WJ15  | 18 nov 2007 | Mount Lemmon    | Mount Lemmon Survey         | —         | MPC                           |
| 315443       | 2007 WL24  | 18 nov 2007 | Mount Lemmon    | Mount Lemmon Survey         | —         | MPC                           |
| 315444       | 2007 WV25  | 18 nov 2007 | Mount Lemmon    | Mount Lemmon Survey         | —         | MPC                           |
| 315445       | 2007 WM41  | 18 nov 2007 | Mount Lemmon    | Mount Lemmon Survey         | —         | MPC                           |
| 315446       | 2007 WQ54  | 19 nov 2007 | Mount Lemmon    | Mount Lemmon Survey         | —         | MPC                           |
| 315447       | 2007 WS59  | 18 nov 2007 | Kitt Peak       | Spacewatch                  | Mitidika  | MPC                           |
| 315448       | 2007 WZ60  | 18 nov 2007 | Kitt Peak       | Spacewatch                  | —         | MPC                           |
| 315449       | 2007 XD3   | 3 dez 2007  | Catalina        | CSS                         | —         | MPC                           |
| 315450       | 2007 XQ5   | 4 dez 2007  | Catalina        | CSS                         | —         | MPC                           |
| 315451       | 2007 XF9   | 4 dez 2007  | Mount Lemmon    | Mount Lemmon Survey         | —         | MPC                           |
| 315452       | 2007 XJ12  | 4 dez 2007  | Kitt Peak       | Spacewatch                  | —         | MPC                           |
| 315453       | 2007 XL13  | 4 dez 2007  | Catalina        | CSS                         | —         | MPC                           |
| 315454       | 2007 XE15  | 5 dez 2007  | Bisei SG Center | BATTeRS                     | —         | MPC                           |
| 315455       | 2007 XY20  | 12 dez 2007 | La Sagra        | Mallorca Obs.               | Mitidika  | MPC                           |
| 315456       | 2007 XB22  | 10 dez 2007 | Socorro         | LINEAR                      | —         | MPC                           |
| 315457       | 2007 XC28  | 14 dez 2007 | Purple Mountain | PMO NEO                     | —         | MPC                           |
| 315458       | 2007 XC30  | 15 dez 2007 | Catalina        | CSS                         | —         | MPC                           |
| 315459       | 2007 XM32  | 15 dez 2007 | Catalina        | CSS                         | —         | MPC                           |
| 315460       | 2007 XZ32  | 15 dez 2007 | Kitt Peak       | Spacewatch                  | —         | MPC                           |
| 315461       | 2007 XN37  | 13 dez 2007 | Socorro         | LINEAR                      | —         | MPC                           |
| 315462       | 2007 XM42  | 14 dez 2007 | Mount Lemmon    | Mount Lemmon Survey         | —         | MPC                           |
| 315463       | 2007 XP51  | 4 dez 2007  | Mount Lemmon    | Mount Lemmon Survey         | Mitidika  | MPC                           |
| 315464       | 2007 XA53  | 4 dez 2007  | Mount Lemmon    | Mount Lemmon Survey         | —         | MPC                           |
| 315465       | 2007 XV53  | 15 dez 2007 | Mount Lemmon    | Mount Lemmon Survey         | —         | MPC                           |
| 315466       | 2007 XY53  | 14 dez 2007 | Mount Lemmon    | Mount Lemmon Survey         | —         | MPC                           |
| 315467       | 2007 XW54  | 4 dez 2007  | Mount Lemmon    | Mount Lemmon Survey         | Mitidika  | MPC                           |
| 315468       | 2007 XZ56  | 30 set 2003 | Kitt Peak       | Spacewatch                  | —         | MPC                           |
| 315469       | 2007 XX58  | 14 dez 2007 | Mount Lemmon    | Mount Lemmon Survey         | —         | MPC                           |
| 315470       | 2007 YR3   | 17 dez 2007 | Mount Lemmon    | Mount Lemmon Survey         | —         | MPC                           |
| 315471       | 2007 YY7   | 16 dez 2007 | Mount Lemmon    | Mount Lemmon Survey         | —         | MPC                           |
| 315472       | 2007 YC10  | 16 dez 2007 | Mount Lemmon    | Mount Lemmon Survey         | —         | MPC                           |
| 315473       | 2007 YQ12  | 17 dez 2007 | Mount Lemmon    | Mount Lemmon Survey         | —         | MPC                           |
| 315474       | 2007 YR15  | 16 dez 2007 | Kitt Peak       | Spacewatch                  | —         | MPC                           |
| 315475       | 2007 YG16  | 16 dez 2007 | Kitt Peak       | Spacewatch                  | Mitidika  | MPC                           |
| 315476       | 2007 YC21  | 16 dez 2007 | Kitt Peak       | Spacewatch                  | —         | MPC                           |
| 315477       | 2007 YP33  | 11 mar 2005 | Kitt Peak       | Spacewatch                  | —         | MPC                           |
| 315478       | 2007 YH34  | 28 dez 2007 | Kitt Peak       | Spacewatch                  | —         | MPC                           |
| 315479       | 2007 YQ38  | 30 dez 2007 | Mount Lemmon    | Mount Lemmon Survey         | —         | MPC                           |
| 315480       | 2007 YK50  | 28 dez 2007 | Kitt Peak       | Spacewatch                  | —         | MPC                           |
| 315481       | 2007 YP58  | 30 dez 2007 | Kitt Peak       | Spacewatch                  | —         | MPC                           |
| 315482       | 2007 YL63  | 31 dez 2007 | Kitt Peak       | Spacewatch                  | —         | MPC                           |
| 315483       | 2007 YV63  | 31 dez 2007 | Kitt Peak       | Spacewatch                  | —         | MPC                           |
| 315484       | 2007 YD66  | 30 dez 2007 | Mount Lemmon    | Mount Lemmon Survey         | —         | MPC                           |
| 315485       | 2007 YS67  | 17 dez 2007 | Mount Lemmon    | Mount Lemmon Survey         | —         | MPC                           |
| 315486       | 2007 YK71  | 16 dez 2007 | Socorro         | LINEAR                      | Phocaea   | MPC                           |
| 315487       | 2007 YS71  | 18 dez 2007 | Socorro         | LINEAR                      | —         | MPC                           |
| 315488       | 2007 YZ71  | 18 dez 2007 | Kitt Peak       | Spacewatch                  | —         | MPC                           |
| 315489       | 2007 YF72  | 18 dez 2007 | Mount Lemmon    | Mount Lemmon Survey         | —         | MPC                           |
| 315490       | 2008 AF    | 1 jan 2008  | Bisei SG Center | BATTeRS                     | —         | MPC                           |
| 315491       | 2008 AL    | 1 jan 2008  | Kitt Peak       | Spacewatch                  | —         | MPC                           |
| 315492       | 2008 AV    | 4 jan 2008  | Andrushivka     | Andrushivka Obs.            | —         | MPC                           |
| 315493 Zimin | 2008 AE2   | 6 jan 2008  | Zelenchukskaya  | S. Korotkiy, T. V. Kryachko | —         | MPC                           |
| 315494       | 2008 AQ2   | 7 jan 2008  | La Sagra        | Mallorca Obs.               | —         | MPC                           |
| 315495       | 2008 AQ3   | 10 jan 2008 | Badlands        | F. Tozzi                    | —         | MPC                           |
| 315496       | 2008 AW3   | 6 jan 2008  | La Sagra        | Mallorca Obs.               | —         | MPC                           |
| 315497       | 2008 AN4   | 9 jan 2008  | Lulin           | LUSS                        | —         | MPC                           |
| 315498       | 2008 AO14  | 10 jan 2008 | Kitt Peak       | Spacewatch                  | —         | MPC                           |
| 315499       | 2008 AX14  | 10 jan 2008 | Kitt Peak       | Spacewatch                  | —         | MPC                           |
| 315500       | 2008 AD16  | 23 out 2006 | Catalina        | CSS                         | Phocaea   | MPC                           |

## 315501–315600
| Designação       | Designação | Descoberta  | Descoberta       | Descobridor(es)            | Categoria | Mais informações / Referência |
| Permanente       | Provisória | Data        | Local            | Descobridor(es)            | Categoria | Mais informações / Referência |
| ---------------- | ---------- | ----------- | ---------------- | -------------------------- | --------- | ----------------------------- |
| 315501           | 2008 AM20  | 10 jan 2008 | Mount Lemmon     | Mount Lemmon Survey        | —         | MPC                           |
| 315502           | 2008 AC23  | 10 jan 2008 | Mount Lemmon     | Mount Lemmon Survey        | —         | MPC                           |
| 315503           | 2008 AV25  | 10 jan 2008 | Mount Lemmon     | Mount Lemmon Survey        | —         | MPC                           |
| 315504           | 2008 AJ28  | 10 jan 2008 | Mount Lemmon     | Mount Lemmon Survey        | —         | MPC                           |
| 315505           | 2008 AM28  | 10 jan 2008 | Mount Lemmon     | Mount Lemmon Survey        | Phocaea   | MPC                           |
| 315506           | 2008 AH29  | 10 jan 2008 | Goodricke-Pigott | R. A. Tucker               | —         | MPC                           |
| 315507           | 2008 AE30  | 11 jan 2008 | Desert Eagle     | W. K. Y. Yeung             | —         | MPC                           |
| 315508           | 2008 AB31  | 12 jan 2008 | Mount Lemmon     | Mount Lemmon Survey        | —         | MPC                           |
| 315509           | 2008 AS34  | 10 jan 2008 | Kitt Peak        | Spacewatch                 | —         | MPC                           |
| 315510           | 2008 AB44  | 10 jan 2008 | Kitt Peak        | Spacewatch                 | —         | MPC                           |
| 315511           | 2008 AY47  | 11 jan 2008 | Kitt Peak        | Spacewatch                 | —         | MPC                           |
| 315512           | 2008 AR54  | 11 jan 2008 | Kitt Peak        | Spacewatch                 | —         | MPC                           |
| 315513           | 2008 AS57  | 11 jan 2008 | Kitt Peak        | Spacewatch                 | —         | MPC                           |
| 315514           | 2008 AW60  | 11 jan 2008 | Kitt Peak        | Spacewatch                 | —         | MPC                           |
| 315515           | 2008 AH67  | 11 jan 2008 | Kitt Peak        | Spacewatch                 | —         | MPC                           |
| 315516           | 2008 AE68  | 11 jan 2008 | Kitt Peak        | Spacewatch                 | —         | MPC                           |
| 315517           | 2008 AW68  | 11 jan 2008 | Mount Lemmon     | Mount Lemmon Survey        | —         | MPC                           |
| 315518           | 2008 AC69  | 11 jan 2008 | Kitt Peak        | Spacewatch                 | —         | MPC                           |
| 315519           | 2008 AA71  | 12 jan 2008 | Kitt Peak        | Spacewatch                 | —         | MPC                           |
| 315520           | 2008 AH71  | 12 jan 2008 | Kitt Peak        | Spacewatch                 | —         | MPC                           |
| 315521           | 2008 AX72  | 10 jan 2008 | Kitt Peak        | Spacewatch                 | —         | MPC                           |
| 315522           | 2008 AN81  | 21 out 2006 | Kitt Peak        | Spacewatch                 | —         | MPC                           |
| 315523           | 2008 AZ88  | 13 jan 2008 | Kitt Peak        | Spacewatch                 | Mitidika  | MPC                           |
| 315524           | 2008 AT99  | 14 jan 2008 | Kitt Peak        | Spacewatch                 | —         | MPC                           |
| 315525           | 2008 AL105 | 15 jan 2008 | Mount Lemmon     | Mount Lemmon Survey        | —         | MPC                           |
| 315526           | 2008 AB108 | 15 jan 2008 | Kitt Peak        | Spacewatch                 | —         | MPC                           |
| 315527           | 2008 AO114 | 1 jan 2008  | Kitt Peak        | Spacewatch                 | —         | MPC                           |
| 315528           | 2008 AA118 | 11 jan 2008 | Mount Lemmon     | Mount Lemmon Survey        | —         | MPC                           |
| 315529           | 2008 AN120 | 6 jan 2008  | Mauna Kea        | P. A. Wiegert              | —         | MPC                           |
| 315530           | 2008 AP129 | 11 jan 2008 | Palomar          | M. E. Schwamb, M. E. Brown | —         | MPC                           |
| 315531           | 2008 AR129 | 11 jan 2008 | Mount Lemmon     | Mount Lemmon Survey        | —         | MPC                           |
| 315532           | 2008 AB135 | 10 jan 2008 | Kitt Peak        | Spacewatch                 | —         | MPC                           |
| 315533           | 2008 AV137 | 11 jan 2008 | Socorro          | LINEAR                     | —         | MPC                           |
| 315534           | 2008 BH5   | 16 jan 2008 | Kitt Peak        | Spacewatch                 | —         | MPC                           |
| 315535           | 2008 BS9   | 16 jan 2008 | Kitt Peak        | Spacewatch                 | —         | MPC                           |
| 315536           | 2008 BS12  | 18 dez 2007 | Mount Lemmon     | Mount Lemmon Survey        | —         | MPC                           |
| 315537           | 2008 BY15  | 28 jan 2008 | Lulin            | LUSS                       | —         | MPC                           |
| 315538           | 2008 BA17  | 27 jan 2008 | Marly            | P. Kocher                  | —         | MPC                           |
| 315539           | 2008 BE23  | 31 jan 2008 | Mount Lemmon     | Mount Lemmon Survey        | —         | MPC                           |
| 315540           | 2008 BT34  | 30 jan 2008 | Mount Lemmon     | Mount Lemmon Survey        | —         | MPC                           |
| 315541           | 2008 BU38  | 31 jan 2008 | Mount Lemmon     | Mount Lemmon Survey        | —         | MPC                           |
| 315542           | 2008 BW38  | 31 jan 2008 | Mount Lemmon     | Mount Lemmon Survey        | —         | MPC                           |
| 315543           | 2008 BR40  | 31 jan 2008 | Catalina         | CSS                        | —         | MPC                           |
| 315544           | 2008 BS43  | 30 jan 2008 | Catalina         | CSS                        | —         | MPC                           |
| 315545           | 2008 BJ46  | 30 jan 2008 | Kitt Peak        | Spacewatch                 | —         | MPC                           |
| 315546           | 2008 BQ47  | 31 jan 2008 | Mount Lemmon     | Mount Lemmon Survey        | Phocaea   | MPC                           |
| 315547           | 2008 BV48  | 30 jan 2008 | Catalina         | CSS                        | —         | MPC                           |
| 315548           | 2008 BK49  | 19 jan 2008 | Mount Lemmon     | Mount Lemmon Survey        | —         | MPC                           |
| 315549           | 2008 BB52  | 18 jan 2008 | Kitt Peak        | Spacewatch                 | —         | MPC                           |
| 315550           | 2008 BR52  | 11 fev 2004 | Kitt Peak        | Spacewatch                 | —         | MPC                           |
| 315551           | 2008 CL4   | 10 jan 2008 | Kitt Peak        | Spacewatch                 | —         | MPC                           |
| 315552           | 2008 CM5   | 5 fev 2008  | La Sagra         | Mallorca Obs.              | —         | MPC                           |
| 315553           | 2008 CM9   | 25 set 2006 | Kitt Peak        | Spacewatch                 | —         | MPC                           |
| 315554           | 2008 CE14  | 3 fev 2008  | Kitt Peak        | Spacewatch                 | —         | MPC                           |
| 315555           | 2008 CZ15  | 3 fev 2008  | Kitt Peak        | Spacewatch                 | —         | MPC                           |
| 315556           | 2008 CB20  | 6 fev 2008  | Catalina         | CSS                        | —         | MPC                           |
| 315557           | 2008 CT22  | 7 fev 2008  | La Sagra         | Mallorca Obs.              | —         | MPC                           |
| 315558           | 2008 CA24  | 1 fev 2008  | Kitt Peak        | Spacewatch                 | —         | MPC                           |
| 315559           | 2008 CR27  | 2 fev 2008  | Kitt Peak        | Spacewatch                 | —         | MPC                           |
| 315560           | 2008 CU28  | 2 fev 2008  | Kitt Peak        | Spacewatch                 | —         | MPC                           |
| 315561           | 2008 CZ32  | 2 fev 2008  | Kitt Peak        | Spacewatch                 | —         | MPC                           |
| 315562           | 2008 CV36  | 2 fev 2008  | Kitt Peak        | Spacewatch                 | —         | MPC                           |
| 315563           | 2008 CW38  | 2 fev 2008  | Mount Lemmon     | Mount Lemmon Survey        | —         | MPC                           |
| 315564           | 2008 CY38  | 2 fev 2008  | Mount Lemmon     | Mount Lemmon Survey        | —         | MPC                           |
| 315565           | 2008 CS40  | 2 fev 2008  | Kitt Peak        | Spacewatch                 | —         | MPC                           |
| 315566           | 2008 CS43  | 2 fev 2008  | Kitt Peak        | Spacewatch                 | —         | MPC                           |
| 315567           | 2008 CP46  | 2 fev 2008  | Kitt Peak        | Spacewatch                 | —         | MPC                           |
| 315568           | 2008 CA47  | 2 fev 2008  | Kitt Peak        | Spacewatch                 | —         | MPC                           |
| 315569           | 2008 CE48  | 3 fev 2008  | Catalina         | CSS                        | —         | MPC                           |
| 315570           | 2008 CY50  | 6 fev 2008  | Catalina         | CSS                        | —         | MPC                           |
| 315571           | 2008 CX53  | 7 fev 2008  | Catalina         | CSS                        | —         | MPC                           |
| 315572           | 2008 CV55  | 7 fev 2008  | Kitt Peak        | Spacewatch                 | —         | MPC                           |
| 315573           | 2008 CT58  | 7 fev 2008  | Mount Lemmon     | Mount Lemmon Survey        | —         | MPC                           |
| 315574           | 2008 CX58  | 7 fev 2008  | Mount Lemmon     | Mount Lemmon Survey        | —         | MPC                           |
| 315575           | 2008 CP59  | 7 fev 2008  | Mount Lemmon     | Mount Lemmon Survey        | —         | MPC                           |
| 315576           | 2008 CY66  | 8 fev 2008  | Catalina         | CSS                        | —         | MPC                           |
| 315577 Carmenchu | 2008 CB70  | 9 fev 2008  | La Cañada        | J. Lacruz                  | —         | MPC                           |
| 315578           | 2008 CT73  | 6 fev 2008  | Catalina         | CSS                        | —         | MPC                           |
| 315579           | 2008 CH74  | 10 fev 2008 | Uccle            | P. De Cat                  | —         | MPC                           |
| 315580           | 2008 CL75  | 9 fev 2008  | Mount Lemmon     | Mount Lemmon Survey        | —         | MPC                           |
| 315581           | 2008 CP76  | 6 fev 2008  | Catalina         | CSS                        | —         | MPC                           |
| 315582           | 2008 CV76  | 6 fev 2008  | Catalina         | CSS                        | —         | MPC                           |
| 315583           | 2008 CF86  | 7 fev 2008  | Mount Lemmon     | Mount Lemmon Survey        | —         | MPC                           |
| 315584           | 2008 CM86  | 7 fev 2008  | Mount Lemmon     | Mount Lemmon Survey        | —         | MPC                           |
| 315585           | 2008 CJ88  | 7 fev 2008  | Mount Lemmon     | Mount Lemmon Survey        | —         | MPC                           |
| 315586           | 2008 CQ88  | 7 fev 2008  | Mount Lemmon     | Mount Lemmon Survey        | —         | MPC                           |
| 315587           | 2008 CM90  | 8 fev 2008  | Catalina         | CSS                        | —         | MPC                           |
| 315588           | 2008 CJ103 | 9 fev 2008  | Kitt Peak        | Spacewatch                 | —         | MPC                           |
| 315589           | 2008 CC117 | 12 fev 2008 | Mayhill          | A. Lowe                    | —         | MPC                           |
| 315590           | 2008 CZ117 | 12 fev 2008 | Wildberg         | R. Apitzsch                | —         | MPC                           |
| 315591           | 2008 CM119 | 13 fev 2008 | Schiaparelli     | Schiaparelli Obs.          | —         | MPC                           |
| 315592           | 2008 CU124 | 7 fev 2008  | Kitt Peak        | Spacewatch                 | —         | MPC                           |
| 315593           | 2008 CY126 | 8 fev 2008  | Kitt Peak        | Spacewatch                 | —         | MPC                           |
| 315594           | 2008 CL130 | 8 fev 2008  | Kitt Peak        | Spacewatch                 | —         | MPC                           |
| 315595           | 2008 CK131 | 8 fev 2008  | Kitt Peak        | Spacewatch                 | —         | MPC                           |
| 315596           | 2008 CG132 | 8 fev 2008  | Kitt Peak        | Spacewatch                 | —         | MPC                           |
| 315597           | 2008 CO140 | 8 fev 2008  | Kitt Peak        | Spacewatch                 | —         | MPC                           |
| 315598           | 2008 CG150 | 9 fev 2008  | Kitt Peak        | Spacewatch                 | —         | MPC                           |
| 315599           | 2008 CF152 | 31 mar 2004 | Kitt Peak        | Spacewatch                 | —         | MPC                           |
| 315600           | 2008 CG154 | 9 fev 2008  | Kitt Peak        | Spacewatch                 | —         | MPC                           |

## 315601–315700
| Designação | Designação | Descoberta  | Descoberta      | Descobridor(es)     | Categoria | Mais informações / Referência |
| Permanente | Provisória | Data        | Local           | Descobridor(es)     | Categoria | Mais informações / Referência |
| ---------- | ---------- | ----------- | --------------- | ------------------- | --------- | ----------------------------- |
| 315601     | 2008 CS157 | 9 fev 2008  | Catalina        | CSS                 | —         | MPC                           |
| 315602     | 2008 CN160 | 9 fev 2008  | Kitt Peak       | Spacewatch          | —         | MPC                           |
| 315603     | 2008 CJ163 | 10 fev 2008 | Catalina        | CSS                 | —         | MPC                           |
| 315604     | 2008 CK168 | 11 fev 2008 | Kitt Peak       | Spacewatch          | —         | MPC                           |
| 315605     | 2008 CX175 | 6 fev 2008  | Socorro         | LINEAR              | —         | MPC                           |
| 315606     | 2008 CU178 | 18 jan 2008 | Mount Lemmon    | Mount Lemmon Survey | —         | MPC                           |
| 315607     | 2008 CL179 | 6 fev 2008  | Catalina        | CSS                 | —         | MPC                           |
| 315608     | 2008 CY179 | 8 fev 2008  | Catalina        | CSS                 | —         | MPC                           |
| 315609     | 2008 CN180 | 9 fev 2008  | Catalina        | CSS                 | —         | MPC                           |
| 315610     | 2008 CP180 | 9 fev 2008  | Catalina        | CSS                 | —         | MPC                           |
| 315611     | 2008 CS180 | 9 fev 2008  | Catalina        | CSS                 | —         | MPC                           |
| 315612     | 2008 CX181 | 11 fev 2008 | Mount Lemmon    | Mount Lemmon Survey | Phocaea   | MPC                           |
| 315613     | 2008 CN182 | 11 fev 2008 | Mount Lemmon    | Mount Lemmon Survey | —         | MPC                           |
| 315614     | 2008 CZ182 | 11 fev 2008 | Mount Lemmon    | Mount Lemmon Survey | —         | MPC                           |
| 315615     | 2008 CZ184 | 2 fev 2008  | Kitt Peak       | Spacewatch          | —         | MPC                           |
| 315616     | 2008 CP192 | 3 fev 2008  | Kitt Peak       | Spacewatch          | —         | MPC                           |
| 315617     | 2008 CW194 | 13 fev 2008 | Mount Lemmon    | Mount Lemmon Survey | Brangane  | MPC                           |
| 315618     | 2008 CD199 | 13 fev 2008 | Kitt Peak       | Spacewatch          | —         | MPC                           |
| 315619     | 2008 CE199 | 13 fev 2008 | Kitt Peak       | Spacewatch          | —         | MPC                           |
| 315620     | 2008 CM199 | 13 fev 2008 | Mount Lemmon    | Mount Lemmon Survey | —         | MPC                           |
| 315621     | 2008 CQ199 | 13 fev 2008 | Mount Lemmon    | Mount Lemmon Survey | —         | MPC                           |
| 315622     | 2008 CW199 | 13 fev 2008 | Mount Lemmon    | Mount Lemmon Survey | —         | MPC                           |
| 315623     | 2008 CZ200 | 11 fev 2008 | Mount Lemmon    | Mount Lemmon Survey | —         | MPC                           |
| 315624     | 2008 CF204 | 10 fev 2008 | Kitt Peak       | Spacewatch          | —         | MPC                           |
| 315625     | 2008 CS205 | 2 fev 2008  | Kitt Peak       | Spacewatch          | —         | MPC                           |
| 315626     | 2008 CY205 | 3 fev 2008  | Kitt Peak       | Spacewatch          | —         | MPC                           |
| 315627     | 2008 CV209 | 7 fev 2008  | Mount Lemmon    | Mount Lemmon Survey | —         | MPC                           |
| 315628     | 2008 CD210 | 29 ago 2006 | Kitt Peak       | Spacewatch          | —         | MPC                           |
| 315629     | 2008 CE213 | 9 fev 2008  | Socorro         | LINEAR              | —         | MPC                           |
| 315630     | 2008 CU215 | 13 fev 2008 | Mount Lemmon    | Mount Lemmon Survey | —         | MPC                           |
| 315631     | 2008 DV5   | 24 fev 2008 | Kitt Peak       | Spacewatch          | —         | MPC                           |
| 315632     | 2008 DC14  | 26 fev 2008 | Mount Lemmon    | Mount Lemmon Survey | —         | MPC                           |
| 315633     | 2008 DC15  | 26 fev 2008 | Mount Lemmon    | Mount Lemmon Survey | —         | MPC                           |
| 315634     | 2008 DL18  | 26 fev 2008 | Mount Lemmon    | Mount Lemmon Survey | —         | MPC                           |
| 315635     | 2008 DN20  | 28 fev 2008 | Mount Lemmon    | Mount Lemmon Survey | —         | MPC                           |
| 315636     | 2008 DF26  | 29 fev 2008 | Purple Mountain | PMO NEO             | —         | MPC                           |
| 315637     | 2008 DN26  | 26 fev 2008 | Mount Lemmon    | Mount Lemmon Survey | —         | MPC                           |
| 315638     | 2008 DG28  | 24 fev 2008 | Kitt Peak       | Spacewatch          | —         | MPC                           |
| 315639     | 2008 DK30  | 26 fev 2008 | Mount Lemmon    | Mount Lemmon Survey | —         | MPC                           |
| 315640     | 2008 DD32  | 27 fev 2008 | Kitt Peak       | Spacewatch          | —         | MPC                           |
| 315641     | 2008 DG32  | 27 fev 2008 | Kitt Peak       | Spacewatch          | —         | MPC                           |
| 315642     | 2008 DS33  | 27 fev 2008 | Catalina        | CSS                 | —         | MPC                           |
| 315643     | 2008 DV33  | 27 fev 2008 | Kitt Peak       | Spacewatch          | —         | MPC                           |
| 315644     | 2008 DL34  | 27 fev 2008 | Kitt Peak       | Spacewatch          | —         | MPC                           |
| 315645     | 2008 DS34  | 27 fev 2008 | Mount Lemmon    | Mount Lemmon Survey | —         | MPC                           |
| 315646     | 2008 DP37  | 10 fev 2008 | Mount Lemmon    | Mount Lemmon Survey | —         | MPC                           |
| 315647     | 2008 DX37  | 27 fev 2008 | Mount Lemmon    | Mount Lemmon Survey | —         | MPC                           |
| 315648     | 2008 DR38  | 27 fev 2008 | Kitt Peak       | Spacewatch          | —         | MPC                           |
| 315649     | 2008 DF44  | 28 fev 2008 | Kitt Peak       | Spacewatch          | —         | MPC                           |
| 315650     | 2008 DA46  | 10 fev 2008 | Mount Lemmon    | Mount Lemmon Survey | Eos       | MPC                           |
| 315651     | 2008 DH46  | 28 fev 2008 | Mount Lemmon    | Mount Lemmon Survey | —         | MPC                           |
| 315652     | 2008 DZ46  | 28 fev 2008 | Kitt Peak       | Spacewatch          | —         | MPC                           |
| 315653     | 2008 DO47  | 28 fev 2008 | Mount Lemmon    | Mount Lemmon Survey | —         | MPC                           |
| 315654     | 2008 DX47  | 13 fev 2008 | Mount Lemmon    | Mount Lemmon Survey | —         | MPC                           |
| 315655     | 2008 DR48  | 25 abr 2004 | Apache Point    | SDSS                | —         | MPC                           |
| 315656     | 2008 DO53  | 29 fev 2008 | Mount Lemmon    | Mount Lemmon Survey | —         | MPC                           |
| 315657     | 2008 DR55  | 27 fev 2008 | Kitt Peak       | Spacewatch          | —         | MPC                           |
| 315658     | 2008 DU56  | 29 fev 2008 | Catalina        | CSS                 | Phocaea   | MPC                           |
| 315659     | 2008 DX57  | 28 fev 2008 | Catalina        | CSS                 | —         | MPC                           |
| 315660     | 2008 DE58  | 29 fev 2008 | Catalina        | CSS                 | —         | MPC                           |
| 315661     | 2008 DH60  | 28 fev 2008 | Kitt Peak       | Spacewatch          | —         | MPC                           |
| 315662     | 2008 DO60  | 28 fev 2008 | Mount Lemmon    | Mount Lemmon Survey | —         | MPC                           |
| 315663     | 2008 DW60  | 28 fev 2008 | Mount Lemmon    | Mount Lemmon Survey | —         | MPC                           |
| 315664     | 2008 DD61  | 28 fev 2008 | Mount Lemmon    | Mount Lemmon Survey | —         | MPC                           |
| 315665     | 2008 DN61  | 28 fev 2008 | Mount Lemmon    | Mount Lemmon Survey | —         | MPC                           |
| 315666     | 2008 DT72  | 3 fev 2008  | Kitt Peak       | Spacewatch          | —         | MPC                           |
| 315667     | 2008 DR73  | 27 fev 2008 | Mount Lemmon    | Mount Lemmon Survey | —         | MPC                           |
| 315668     | 2008 DA77  | 28 fev 2008 | Kitt Peak       | Spacewatch          | —         | MPC                           |
| 315669     | 2008 DH79  | 27 fev 2008 | Catalina        | CSS                 | —         | MPC                           |
| 315670     | 2008 DS79  | 29 fev 2008 | Catalina        | CSS                 | —         | MPC                           |
| 315671     | 2008 DF83  | 28 fev 2008 | Kitt Peak       | Spacewatch          | —         | MPC                           |
| 315672     | 2008 DJ88  | 21 out 2000 | Kitt Peak       | Spacewatch          | Brangane  | MPC                           |
| 315673     | 2008 EO4   | 2 mar 2008  | Mount Lemmon    | Mount Lemmon Survey | —         | MPC                           |
| 315674     | 2008 EA5   | 3 mar 2008  | Grove Creek     | F. Tozzi            | —         | MPC                           |
| 315675     | 2008 EJ7   | 5 mar 2008  | Jarnac          | Jarnac Obs.         | —         | MPC                           |
| 315676     | 2008 ER8   | 6 mar 2008  | La Sagra        | Mallorca Obs.       | —         | MPC                           |
| 315677     | 2008 EV10  | 1 mar 2008  | Kitt Peak       | Spacewatch          | —         | MPC                           |
| 315678     | 2008 EA11  | 1 mar 2008  | Kitt Peak       | Spacewatch          | —         | MPC                           |
| 315679     | 2008 EL11  | 1 mar 2008  | Kitt Peak       | Spacewatch          | —         | MPC                           |
| 315680     | 2008 EW15  | 1 mar 2008  | Kitt Peak       | Spacewatch          | —         | MPC                           |
| 315681     | 2008 EC19  | 2 mar 2008  | Catalina        | CSS                 | —         | MPC                           |
| 315682     | 2008 EL23  | 3 mar 2008  | Catalina        | CSS                 | —         | MPC                           |
| 315683     | 2008 EQ26  | 4 mar 2008  | Catalina        | CSS                 | Phocaea   | MPC                           |
| 315684     | 2008 EP28  | 4 mar 2008  | Mount Lemmon    | Mount Lemmon Survey | —         | MPC                           |
| 315685     | 2008 EJ29  | 4 mar 2008  | Mount Lemmon    | Mount Lemmon Survey | —         | MPC                           |
| 315686     | 2008 EP33  | 1 mar 2008  | Catalina        | CSS                 | —         | MPC                           |
| 315687     | 2008 EE34  | 2 mar 2008  | Catalina        | CSS                 | —         | MPC                           |
| 315688     | 2008 EK36  | 3 mar 2008  | Kitt Peak       | Spacewatch          | —         | MPC                           |
| 315689     | 2008 EF37  | 4 mar 2008  | Kitt Peak       | Spacewatch          | —         | MPC                           |
| 315690     | 2008 EM41  | 4 mar 2008  | Mount Lemmon    | Mount Lemmon Survey | —         | MPC                           |
| 315691     | 2008 EV42  | 4 mar 2008  | Mount Lemmon    | Mount Lemmon Survey | —         | MPC                           |
| 315692     | 2008 EG47  | 5 mar 2008  | Mount Lemmon    | Mount Lemmon Survey | —         | MPC                           |
| 315693     | 2008 EU51  | 6 mar 2008  | Mount Lemmon    | Mount Lemmon Survey | —         | MPC                           |
| 315694     | 2008 ED55  | 6 mar 2008  | Kitt Peak       | Spacewatch          | —         | MPC                           |
| 315695     | 2008 EH55  | 6 mar 2008  | Mount Lemmon    | Mount Lemmon Survey | —         | MPC                           |
| 315696     | 2008 EW56  | 7 mar 2008  | Catalina        | CSS                 | —         | MPC                           |
| 315697     | 2008 EW60  | 8 mar 2008  | Mount Lemmon    | Mount Lemmon Survey | —         | MPC                           |
| 315698     | 2008 EJ73  | 7 mar 2008  | Catalina        | CSS                 | —         | MPC                           |
| 315699     | 2008 EF74  | 7 mar 2008  | Kitt Peak       | Spacewatch          | —         | MPC                           |
| 315700     | 2008 EX81  | 4 mar 2008  | Socorro         | LINEAR              | —         | MPC                           |

## 315701–315800
| Designação | Designação | Descoberta  | Descoberta   | Descobridor(es)     | Categoria | Mais informações / Referência |
| Permanente | Provisória | Data        | Local        | Descobridor(es)     | Categoria | Mais informações / Referência |
| ---------- | ---------- | ----------- | ------------ | ------------------- | --------- | ----------------------------- |
| 315701     | 2008 EE83  | 8 mar 2008  | Socorro      | LINEAR              | —         | MPC                           |
| 315702     | 2008 EX83  | 8 mar 2008  | Catalina     | CSS                 | —         | MPC                           |
| 315703     | 2008 ET85  | 7 mar 2008  | Mount Lemmon | Mount Lemmon Survey | —         | MPC                           |
| 315704     | 2008 EY85  | 7 mar 2008  | Catalina     | CSS                 | —         | MPC                           |
| 315705     | 2008 EB90  | 11 mar 2008 | Socorro      | LINEAR              | —         | MPC                           |
| 315706     | 2008 EP90  | 11 mar 2008 | Kitt Peak    | Spacewatch          | —         | MPC                           |
| 315707     | 2008 EC95  | 5 mar 2008  | Mount Lemmon | Mount Lemmon Survey | —         | MPC                           |
| 315708     | 2008 ED95  | 5 mar 2008  | Mount Lemmon | Mount Lemmon Survey | —         | MPC                           |
| 315709     | 2008 EP98  | 3 mar 2008  | Catalina     | CSS                 | —         | MPC                           |
| 315710     | 2008 EL99  | 4 mar 2008  | Catalina     | CSS                 | —         | MPC                           |
| 315711     | 2008 EB105 | 6 mar 2008  | Mount Lemmon | Mount Lemmon Survey | —         | MPC                           |
| 315712     | 2008 EF109 | 7 mar 2008  | Catalina     | CSS                 | Ursula    | MPC                           |
| 315713     | 2008 EH111 | 8 mar 2008  | Kitt Peak    | Spacewatch          | —         | MPC                           |
| 315714     | 2008 EN111 | 8 mar 2008  | Kitt Peak    | Spacewatch          | —         | MPC                           |
| 315715     | 2008 EC112 | 8 mar 2008  | Kitt Peak    | Spacewatch          | —         | MPC                           |
| 315716     | 2008 EL113 | 8 mar 2008  | Catalina     | CSS                 | —         | MPC                           |
| 315717     | 2008 ER115 | 8 mar 2008  | Mount Lemmon | Mount Lemmon Survey | —         | MPC                           |
| 315718     | 2008 EJ117 | 8 mar 2008  | Kitt Peak    | Spacewatch          | Eos       | MPC                           |
| 315719     | 2008 ET119 | 9 mar 2008  | Kitt Peak    | Spacewatch          | Eos       | MPC                           |
| 315720     | 2008 EF120 | 9 mar 2008  | Kitt Peak    | Spacewatch          | —         | MPC                           |
| 315721     | 2008 EC122 | 9 mar 2008  | Kitt Peak    | Spacewatch          | —         | MPC                           |
| 315722     | 2008 EY125 | 10 mar 2008 | Kitt Peak    | Spacewatch          | —         | MPC                           |
| 315723     | 2008 EB131 | 11 mar 2008 | Kitt Peak    | Spacewatch          | —         | MPC                           |
| 315724     | 2008 EX131 | 11 mar 2008 | Kitt Peak    | Spacewatch          | —         | MPC                           |
| 315725     | 2008 EB135 | 11 mar 2008 | Kitt Peak    | Spacewatch          | —         | MPC                           |
| 315726     | 2008 EF135 | 11 mar 2008 | Kitt Peak    | Spacewatch          | —         | MPC                           |
| 315727     | 2008 EV136 | 11 mar 2008 | Kitt Peak    | Spacewatch          | —         | MPC                           |
| 315728     | 2008 EN139 | 11 mar 2008 | Catalina     | CSS                 | —         | MPC                           |
| 315729     | 2008 ES141 | 12 mar 2008 | Mount Lemmon | Mount Lemmon Survey | Meliboea  | MPC                           |
| 315730     | 2008 EK143 | 13 mar 2008 | Catalina     | CSS                 | —         | MPC                           |
| 315731     | 2008 EM148 | 2 mar 2008  | Kitt Peak    | Spacewatch          | —         | MPC                           |
| 315732     | 2008 EH150 | 9 mar 2008  | Kitt Peak    | Spacewatch          | —         | MPC                           |
| 315733     | 2008 EY150 | 4 mar 2008  | Mount Lemmon | Mount Lemmon Survey | Phocaea   | MPC                           |
| 315734     | 2008 EZ152 | 11 mar 2008 | Mount Lemmon | Mount Lemmon Survey | —         | MPC                           |
| 315735     | 2008 EN156 | 1 mar 2008  | Kitt Peak    | Spacewatch          | —         | MPC                           |
| 315736     | 2008 EG160 | 1 mar 2008  | Kitt Peak    | Spacewatch          | —         | MPC                           |
| 315737     | 2008 EL165 | 2 mar 2008  | Mount Lemmon | Mount Lemmon Survey | —         | MPC                           |
| 315738     | 2008 EG167 | 8 mar 2008  | Kitt Peak    | Spacewatch          | —         | MPC                           |
| 315739     | 2008 EK168 | 8 out 2005  | Catalina     | CSS                 | —         | MPC                           |
| 315740     | 2008 FK2   | 25 mar 2008 | Kitt Peak    | Spacewatch          | —         | MPC                           |
| 315741     | 2008 FN2   | 13 out 2001 | Kitt Peak    | Spacewatch          | Themis    | MPC                           |
| 315742     | 2008 FC4   | 25 mar 2008 | Kitt Peak    | Spacewatch          | —         | MPC                           |
| 315743     | 2008 FV4   | 26 mar 2008 | Mount Lemmon | Mount Lemmon Survey | —         | MPC                           |
| 315744     | 2008 FQ7   | 30 mar 2008 | Piszkéstető  | K. Sárneczky        | —         | MPC                           |
| 315745     | 2008 FS10  | 26 mar 2008 | Kitt Peak    | Spacewatch          | —         | MPC                           |
| 315746     | 2008 FZ10  | 26 mar 2008 | Kitt Peak    | Spacewatch          | —         | MPC                           |
| 315747     | 2008 FK14  | 26 mar 2008 | Mount Lemmon | Mount Lemmon Survey | —         | MPC                           |
| 315748     | 2008 FM14  | 26 mar 2008 | Mount Lemmon | Mount Lemmon Survey | —         | MPC                           |
| 315749     | 2008 FD15  | 26 mar 2008 | Kitt Peak    | Spacewatch          | Brangane  | MPC                           |
| 315750     | 2008 FR24  | 27 mar 2008 | Kitt Peak    | Spacewatch          | —         | MPC                           |
| 315751     | 2008 FP26  | 27 mar 2008 | Kitt Peak    | Spacewatch          | —         | MPC                           |
| 315752     | 2008 FE27  | 27 mar 2008 | Kitt Peak    | Spacewatch          | —         | MPC                           |
| 315753     | 2008 FB35  | 28 mar 2008 | Mount Lemmon | Mount Lemmon Survey | —         | MPC                           |
| 315754     | 2008 FG38  | 28 mar 2008 | Kitt Peak    | Spacewatch          | —         | MPC                           |
| 315755     | 2008 FO38  | 28 mar 2008 | Kitt Peak    | Spacewatch          | —         | MPC                           |
| 315756     | 2008 FH42  | 27 fev 2008 | Mount Lemmon | Mount Lemmon Survey | —         | MPC                           |
| 315757     | 2008 FH50  | 28 mar 2008 | Kitt Peak    | Spacewatch          | —         | MPC                           |
| 315758     | 2008 FL52  | 28 mar 2008 | Mount Lemmon | Mount Lemmon Survey | —         | MPC                           |
| 315759     | 2008 FK55  | 28 mar 2008 | Mount Lemmon | Mount Lemmon Survey | —         | MPC                           |
| 315760     | 2008 FD57  | 28 mar 2008 | Mount Lemmon | Mount Lemmon Survey | —         | MPC                           |
| 315761     | 2008 FY59  | 29 mar 2008 | Mount Lemmon | Mount Lemmon Survey | —         | MPC                           |
| 315762     | 2008 FS63  | 27 mar 2008 | Kitt Peak    | Spacewatch          | —         | MPC                           |
| 315763     | 2008 FK64  | 28 mar 2008 | Mount Lemmon | Mount Lemmon Survey | —         | MPC                           |
| 315764     | 2008 FP65  | 28 mar 2008 | Mount Lemmon | Mount Lemmon Survey | —         | MPC                           |
| 315765     | 2008 FW68  | 28 mar 2008 | Mount Lemmon | Mount Lemmon Survey | —         | MPC                           |
| 315766     | 2008 FU69  | 28 mar 2008 | Kitt Peak    | Spacewatch          | Brangane  | MPC                           |
| 315767     | 2008 FY69  | 10 set 2004 | Kitt Peak    | Spacewatch          | —         | MPC                           |
| 315768     | 2008 FM75  | 31 mar 2008 | Mount Lemmon | Mount Lemmon Survey | —         | MPC                           |
| 315769     | 2008 FA76  | 31 mar 2008 | Mayhill      | A. Lowe             | —         | MPC                           |
| 315770     | 2008 FG76  | 30 mar 2008 | Catalina     | CSS                 | —         | MPC                           |
| 315771     | 2008 FV80  | 27 mar 2008 | Mount Lemmon | Mount Lemmon Survey | —         | MPC                           |
| 315772     | 2008 FK87  | 28 mar 2008 | Mount Lemmon | Mount Lemmon Survey | —         | MPC                           |
| 315773     | 2008 FR94  | 29 mar 2008 | Kitt Peak    | Spacewatch          | —         | MPC                           |
| 315774     | 2008 FU96  | 29 mar 2008 | Catalina     | CSS                 | —         | MPC                           |
| 315775     | 2008 FP102 | 30 mar 2008 | Kitt Peak    | Spacewatch          | —         | MPC                           |
| 315776     | 2008 FT103 | 30 mar 2008 | Kitt Peak    | Spacewatch          | Ursula    | MPC                           |
| 315777     | 2008 FO104 | 10 fev 2008 | Mount Lemmon | Mount Lemmon Survey | —         | MPC                           |
| 315778     | 2008 FU104 | 30 mar 2008 | Kitt Peak    | Spacewatch          | —         | MPC                           |
| 315779     | 2008 FO105 | 31 mar 2008 | Kitt Peak    | Spacewatch          | —         | MPC                           |
| 315780     | 2008 FG109 | 31 mar 2008 | Mount Lemmon | Mount Lemmon Survey | —         | MPC                           |
| 315781     | 2008 FR109 | 31 mar 2008 | Mount Lemmon | Mount Lemmon Survey | —         | MPC                           |
| 315782     | 2008 FO114 | 31 mar 2008 | Mount Lemmon | Mount Lemmon Survey | —         | MPC                           |
| 315783     | 2008 FV115 | 31 mar 2008 | Mount Lemmon | Mount Lemmon Survey | —         | MPC                           |
| 315784     | 2008 FY115 | 31 mar 2008 | Mount Lemmon | Mount Lemmon Survey | —         | MPC                           |
| 315785     | 2008 FJ116 | 31 mar 2008 | Mount Lemmon | Mount Lemmon Survey | —         | MPC                           |
| 315786     | 2008 FM123 | 28 mar 2008 | Kitt Peak    | Spacewatch          | —         | MPC                           |
| 315787     | 2008 FN125 | 31 mar 2008 | Kitt Peak    | Spacewatch          | —         | MPC                           |
| 315788     | 2008 FO129 | 31 mar 2008 | Kitt Peak    | Spacewatch          | —         | MPC                           |
| 315789     | 2008 FC130 | 29 mar 2008 | Catalina     | CSS                 | Brangane  | MPC                           |
| 315790     | 2008 FF131 | 31 mar 2008 | Mount Lemmon | Mount Lemmon Survey | —         | MPC                           |
| 315791     | 2008 FM131 | 29 mar 2008 | Mount Lemmon | Mount Lemmon Survey | —         | MPC                           |
| 315792     | 2008 FV133 | 28 mar 2008 | Mount Lemmon | Mount Lemmon Survey | —         | MPC                           |
| 315793     | 2008 GK1   | 3 abr 2008  | La Sagra     | Mallorca Obs.       | —         | MPC                           |
| 315794     | 2008 GA2   | 5 abr 2008  | Socorro      | LINEAR              | —         | MPC                           |
| 315795     | 2008 GW3   | 29 ago 2005 | Kitt Peak    | Spacewatch          | —         | MPC                           |
| 315796     | 2008 GA7   | 1 abr 2008  | Kitt Peak    | Spacewatch          | —         | MPC                           |
| 315797     | 2008 GN7   | 1 abr 2008  | Kitt Peak    | Spacewatch          | —         | MPC                           |
| 315798     | 2008 GU7   | 1 abr 2008  | Kitt Peak    | Spacewatch          | —         | MPC                           |
| 315799     | 2008 GE8   | 1 abr 2008  | Kitt Peak    | Spacewatch          | —         | MPC                           |
| 315800     | 2008 GS15  | 13 mar 2008 | Kitt Peak    | Spacewatch          | —         | MPC                           |

## 315801–315900
| Designação | Designação | Descoberta  | Descoberta       | Descobridor(es)     | Categoria | Mais informações / Referência |
| Permanente | Provisória | Data        | Local            | Descobridor(es)     | Categoria | Mais informações / Referência |
| ---------- | ---------- | ----------- | ---------------- | ------------------- | --------- | ----------------------------- |
| 315801     | 2008 GT16  | 3 abr 2008  | Kitt Peak        | Spacewatch          | —         | MPC                           |
| 315802     | 2008 GH23  | 1 abr 2008  | Mount Lemmon     | Mount Lemmon Survey | —         | MPC                           |
| 315803     | 2008 GS23  | 1 abr 2008  | Mount Lemmon     | Mount Lemmon Survey | —         | MPC                           |
| 315804     | 2008 GA27  | 3 abr 2008  | Kitt Peak        | Spacewatch          | —         | MPC                           |
| 315805     | 2008 GV31  | 3 abr 2008  | Kitt Peak        | Spacewatch          | —         | MPC                           |
| 315806     | 2008 GX38  | 3 abr 2008  | Mount Lemmon     | Mount Lemmon Survey | —         | MPC                           |
| 315807     | 2008 GU42  | 4 abr 2008  | Mount Lemmon     | Mount Lemmon Survey | —         | MPC                           |
| 315808     | 2008 GC55  | 5 abr 2008  | Mount Lemmon     | Mount Lemmon Survey | —         | MPC                           |
| 315809     | 2008 GZ59  | 5 abr 2008  | Kitt Peak        | Spacewatch          | —         | MPC                           |
| 315810     | 2008 GO62  | 5 abr 2008  | Catalina         | CSS                 | —         | MPC                           |
| 315811     | 2008 GR64  | 6 abr 2008  | Kitt Peak        | Spacewatch          | —         | MPC                           |
| 315812     | 2008 GL72  | 7 abr 2008  | Mount Lemmon     | Mount Lemmon Survey | Maria     | MPC                           |
| 315813     | 2008 GE73  | 7 abr 2008  | Mount Lemmon     | Mount Lemmon Survey | —         | MPC                           |
| 315814     | 2008 GL78  | 7 abr 2008  | Kitt Peak        | Spacewatch          | —         | MPC                           |
| 315815     | 2008 GV81  | 8 abr 2008  | Kitt Peak        | Spacewatch          | —         | MPC                           |
| 315816     | 2008 GF82  | 8 abr 2008  | Kitt Peak        | Spacewatch          | —         | MPC                           |
| 315817     | 2008 GJ83  | 8 abr 2008  | Kitt Peak        | Spacewatch          | —         | MPC                           |
| 315818     | 2008 GS88  | 6 abr 2008  | Kitt Peak        | Spacewatch          | —         | MPC                           |
| 315819     | 2008 GV92  | 6 abr 2008  | Mount Lemmon     | Mount Lemmon Survey | Brangane  | MPC                           |
| 315820     | 2008 GF93  | 6 abr 2008  | Catalina         | CSS                 | —         | MPC                           |
| 315821     | 2008 GP95  | 8 abr 2008  | Kitt Peak        | Spacewatch          | Eos       | MPC                           |
| 315822     | 2008 GU95  | 8 abr 2008  | Kitt Peak        | Spacewatch          | —         | MPC                           |
| 315823     | 2008 GX96  | 8 abr 2008  | Kitt Peak        | Spacewatch          | —         | MPC                           |
| 315824     | 2008 GZ96  | 8 abr 2008  | Kitt Peak        | Spacewatch          | —         | MPC                           |
| 315825     | 2008 GT97  | 8 abr 2008  | Kitt Peak        | Spacewatch          | —         | MPC                           |
| 315826     | 2008 GP100 | 9 abr 2008  | Kitt Peak        | Spacewatch          | Themis    | MPC                           |
| 315827     | 2008 GH103 | 11 abr 2008 | Kitt Peak        | Spacewatch          | —         | MPC                           |
| 315828     | 2008 GB106 | 11 abr 2008 | Mount Lemmon     | Mount Lemmon Survey | —         | MPC                           |
| 315829     | 2008 GY112 | 13 abr 2008 | Catalina         | CSS                 | —         | MPC                           |
| 315830     | 2008 GE118 | 29 mar 2008 | Kitt Peak        | Spacewatch          | —         | MPC                           |
| 315831     | 2008 GY123 | 13 abr 2008 | Mount Lemmon     | Mount Lemmon Survey | —         | MPC                           |
| 315832     | 2008 GA124 | 13 abr 2008 | Mount Lemmon     | Mount Lemmon Survey | —         | MPC                           |
| 315833     | 2008 GG127 | 14 abr 2008 | Mount Lemmon     | Mount Lemmon Survey | —         | MPC                           |
| 315834     | 2008 GD129 | 1 abr 2008  | Kitt Peak        | Spacewatch          | —         | MPC                           |
| 315835     | 2008 GV131 | 6 abr 2008  | Kitt Peak        | Spacewatch          | Eos       | MPC                           |
| 315836     | 2008 GW133 | 3 abr 2008  | Mount Lemmon     | Mount Lemmon Survey | —         | MPC                           |
| 315837     | 2008 GZ141 | 12 abr 2008 | Socorro          | LINEAR              | —         | MPC                           |
| 315838     | 2008 HD1   | 24 abr 2008 | Kitt Peak        | Spacewatch          | —         | MPC                           |
| 315839     | 2008 HU5   | 24 abr 2008 | Kitt Peak        | Spacewatch          | —         | MPC                           |
| 315840     | 2008 HU8   | 24 abr 2008 | Kitt Peak        | Spacewatch          | Brangane  | MPC                           |
| 315841     | 2008 HW8   | 3 abr 2008  | Mount Lemmon     | Mount Lemmon Survey | —         | MPC                           |
| 315842     | 2008 HP11  | 24 abr 2008 | Kitt Peak        | Spacewatch          | —         | MPC                           |
| 315843     | 2008 HE12  | 24 abr 2008 | Kitt Peak        | Spacewatch          | —         | MPC                           |
| 315844     | 2008 HF12  | 24 abr 2008 | Catalina         | CSS                 | —         | MPC                           |
| 315845     | 2008 HE13  | 25 abr 2008 | Kitt Peak        | Spacewatch          | —         | MPC                           |
| 315846     | 2008 HF13  | 25 abr 2008 | Kitt Peak        | Spacewatch          | —         | MPC                           |
| 315847     | 2008 HP15  | 25 abr 2008 | Kitt Peak        | Spacewatch          | —         | MPC                           |
| 315848     | 2008 HD19  | 26 abr 2008 | Mount Lemmon     | Mount Lemmon Survey | —         | MPC                           |
| 315849     | 2008 HW19  | 14 abr 2008 | Mount Lemmon     | Mount Lemmon Survey | —         | MPC                           |
| 315850     | 2008 HA26  | 4 abr 2008  | Kitt Peak        | Spacewatch          | —         | MPC                           |
| 315851     | 2008 HT27  | 28 abr 2008 | Kitt Peak        | Spacewatch          | —         | MPC                           |
| 315852     | 2008 HY32  | 1 out 2005  | Kitt Peak        | Spacewatch          | —         | MPC                           |
| 315853     | 2008 HQ33  | 26 abr 2008 | Kitt Peak        | Spacewatch          | —         | MPC                           |
| 315854     | 2008 HJ34  | 27 abr 2008 | Kitt Peak        | Spacewatch          | —         | MPC                           |
| 315855     | 2008 HP34  | 27 abr 2008 | Kitt Peak        | Spacewatch          | —         | MPC                           |
| 315856     | 2008 HO36  | 30 abr 2008 | Kitt Peak        | Spacewatch          | —         | MPC                           |
| 315857     | 2008 HK42  | 27 abr 2008 | Kitt Peak        | Spacewatch          | —         | MPC                           |
| 315858     | 2008 HZ42  | 27 abr 2008 | Mount Lemmon     | Mount Lemmon Survey | —         | MPC                           |
| 315859     | 2008 HL47  | 28 abr 2008 | Kitt Peak        | Spacewatch          | —         | MPC                           |
| 315860     | 2008 HN47  | 28 abr 2008 | Kitt Peak        | Spacewatch          | Brangane  | MPC                           |
| 315861     | 2008 HC49  | 29 abr 2008 | Mount Lemmon     | Mount Lemmon Survey | —         | MPC                           |
| 315862     | 2008 HV50  | 29 abr 2008 | Kitt Peak        | Spacewatch          | —         | MPC                           |
| 315863     | 2008 HX55  | 29 abr 2008 | Kitt Peak        | Spacewatch          | —         | MPC                           |
| 315864     | 2008 HN57  | 30 abr 2008 | Kitt Peak        | Spacewatch          | Brangane  | MPC                           |
| 315865     | 2008 HR59  | 30 abr 2008 | Kitt Peak        | Spacewatch          | —         | MPC                           |
| 315866     | 2008 HW61  | 30 abr 2008 | Mount Lemmon     | Mount Lemmon Survey | —         | MPC                           |
| 315867     | 2008 HN66  | 26 abr 2008 | Catalina         | CSS                 | —         | MPC                           |
| 315868     | 2008 HJ67  | 29 abr 2008 | Kitt Peak        | Spacewatch          | —         | MPC                           |
| 315869     | 2008 HH70  | 17 abr 2008 | Mount Lemmon     | Mount Lemmon Survey | —         | MPC                           |
| 315870     | 2008 JD9   | 27 nov 2006 | Mount Lemmon     | Mount Lemmon Survey | —         | MPC                           |
| 315871     | 2008 JE9   | 2 mai 2008  | Kitt Peak        | Spacewatch          | Brangane  | MPC                           |
| 315872     | 2008 JP10  | 3 mai 2008  | Mount Lemmon     | Mount Lemmon Survey | —         | MPC                           |
| 315873     | 2008 JJ12  | 3 mai 2008  | Kitt Peak        | Spacewatch          | —         | MPC                           |
| 315874     | 2008 JX12  | 3 mai 2008  | Kitt Peak        | Spacewatch          | —         | MPC                           |
| 315875     | 2008 JB21  | 9 mai 2008  | Bergisch Gladbac | W. Bickel           | —         | MPC                           |
| 315876     | 2008 JA24  | 7 mai 2008  | Kitt Peak        | Spacewatch          | —         | MPC                           |
| 315877     | 2008 JB28  | 8 mai 2008  | Kitt Peak        | Spacewatch          | —         | MPC                           |
| 315878     | 2008 JJ29  | 12 mai 2008 | Kitt Peak        | Spacewatch          | —         | MPC                           |
| 315879     | 2008 JT29  | 11 mai 2008 | Kitt Peak        | Spacewatch          | —         | MPC                           |
| 315880     | 2008 JP40  | 14 mai 2008 | Mount Lemmon     | Mount Lemmon Survey | —         | MPC                           |
| 315881     | 2008 KZ    | 26 mai 2008 | Kitt Peak        | Spacewatch          | Brangane  | MPC                           |
| 315882     | 2008 KL7   | 27 mai 2008 | Kitt Peak        | Spacewatch          | —         | MPC                           |
| 315883     | 2008 KU8   | 27 mai 2008 | Kitt Peak        | Spacewatch          | —         | MPC                           |
| 315884     | 2008 KM14  | 27 mai 2008 | Kitt Peak        | Spacewatch          | —         | MPC                           |
| 315885     | 2008 KL17  | 27 mai 2008 | Kitt Peak        | Spacewatch          | Brangane  | MPC                           |
| 315886     | 2008 KZ20  | 28 mai 2008 | Mount Lemmon     | Mount Lemmon Survey | Eos       | MPC                           |
| 315887     | 2008 KV26  | 29 mai 2008 | Kitt Peak        | Spacewatch          | —         | MPC                           |
| 315888     | 2008 KG29  | 29 mai 2008 | Kitt Peak        | Spacewatch          | —         | MPC                           |
| 315889     | 2008 KH31  | 29 mai 2008 | Kitt Peak        | Spacewatch          | —         | MPC                           |
| 315890     | 2008 KJ37  | 29 mai 2008 | Mount Lemmon     | Mount Lemmon Survey | —         | MPC                           |
| 315891     | 2008 KA38  | 30 mai 2008 | Kitt Peak        | Spacewatch          | —         | MPC                           |
| 315892     | 2008 KU42  | 31 mai 2008 | Kitt Peak        | Spacewatch          | Brangane  | MPC                           |
| 315893     | 2008 LJ3   | 1 jun 2008  | Kitt Peak        | Spacewatch          | —         | MPC                           |
| 315894     | 2008 LB4   | 2 jun 2008  | Kitt Peak        | Spacewatch          | —         | MPC                           |
| 315895     | 2008 LJ7   | 3 jun 2008  | Kitt Peak        | Spacewatch          | —         | MPC                           |
| 315896     | 2008 LZ9   | 6 jun 2008  | Kitt Peak        | Spacewatch          | —         | MPC                           |
| 315897     | 2008 QZ2   | 24 ago 2008 | Dauban           | F. Kugel            | —         | MPC                           |
| 315898     | 2008 QD4   | 25 ago 2008 | La Sagra         | Mallorca Obs.       | —         | MPC                           |
| 315899     | 2008 QG20  | 30 ago 2008 | Alter Satzberg   | M. Pietschnig       | —         | MPC                           |
| 315900     | 2008 QX20  | 26 ago 2008 | Socorro          | LINEAR              | —         | MPC                           |

## 315901–316000
| Designação | Designação | Descoberta  | Descoberta       | Descobridor(es)     | Categoria | Mais informações / Referência |
| Permanente | Provisória | Data        | Local            | Descobridor(es)     | Categoria | Mais informações / Referência |
| ---------- | ---------- | ----------- | ---------------- | ------------------- | --------- | ----------------------------- |
| 315901     | 2008 QY36  | 21 ago 2008 | Kitt Peak        | Spacewatch          | Vesta     | MPC                           |
| 315902     | 2008 QS40  | 24 ago 2008 | Kitt Peak        | Spacewatch          | Vesta     | MPC                           |
| 315903     | 2008 QJ42  | 24 ago 2008 | Kitt Peak        | Spacewatch          | Vesta     | MPC                           |
| 315904     | 2008 RD1   | 2 set 2008  | Calvin-Rehoboth  | L. A. Molnar        | —         | MPC                           |
| 315905     | 2008 RC2   | 2 set 2008  | Kitt Peak        | Spacewatch          | Vesta     | MPC                           |
| 315906     | 2008 RD4   | 2 set 2008  | Kitt Peak        | Spacewatch          | Vesta     | MPC                           |
| 315907     | 2008 RF20  | 4 set 2008  | Kitt Peak        | Spacewatch          | Vesta     | MPC                           |
| 315908     | 2008 RX33  | 2 set 2008  | Kitt Peak        | Spacewatch          | —         | MPC                           |
| 315909     | 2008 RO63  | 13 fev 2002 | Kitt Peak        | Spacewatch          | Vesta     | MPC                           |
| 315910     | 2008 RH64  | 4 set 2008  | Kitt Peak        | Spacewatch          | Vesta     | MPC                           |
| 315911     | 2008 RH67  | 4 set 2008  | Kitt Peak        | Spacewatch          | Vesta     | MPC                           |
| 315912     | 2008 RT85  | 5 set 2008  | Kitt Peak        | Spacewatch          | —         | MPC                           |
| 315913     | 2008 RP109 | 2 set 2008  | Kitt Peak        | Spacewatch          | Vesta     | MPC                           |
| 315914     | 2008 RE113 | 5 set 2008  | Kitt Peak        | Spacewatch          | Vesta     | MPC                           |
| 315915     | 2008 RB123 | 5 set 2008  | Kitt Peak        | Spacewatch          | Vesta     | MPC                           |
| 315916     | 2008 RO124 | 6 set 2008  | Mount Lemmon     | Mount Lemmon Survey | Vesta     | MPC                           |
| 315917     | 2008 RO125 | 7 set 2008  | Mount Lemmon     | Mount Lemmon Survey | Vesta     | MPC                           |
| 315918     | 2008 RT126 | 4 set 2008  | Kitt Peak        | Spacewatch          | Vesta     | MPC                           |
| 315919     | 2008 RG127 | 6 set 2008  | Kitt Peak        | Spacewatch          | Vesta     | MPC                           |
| 315920     | 2008 RG145 | 6 set 2008  | Kitt Peak        | Spacewatch          | —         | MPC                           |
| 315921     | 2008 SL23  | 19 set 2008 | Kitt Peak        | Spacewatch          | Vesta     | MPC                           |
| 315922     | 2008 SW28  | 19 set 2008 | Kitt Peak        | Spacewatch          | Vesta     | MPC                           |
| 315923     | 2008 SM39  | 20 set 2008 | Kitt Peak        | Spacewatch          | Vesta     | MPC                           |
| 315924     | 2008 SX85  | 20 set 2008 | Kitt Peak        | Spacewatch          | —         | MPC                           |
| 315925     | 2008 SE96  | 21 set 2008 | Kitt Peak        | Spacewatch          | Vesta     | MPC                           |
| 315926     | 2008 SW149 | 29 set 2008 | Dauban           | F. Kugel            | Vesta     | MPC                           |
| 315927     | 2008 SS150 | 28 set 2008 | Socorro          | LINEAR              | Juno      | MPC                           |
| 315928     | 2008 SP198 | 25 set 2008 | Bergisch Gladbac | W. Bickel           | Vesta     | MPC                           |
| 315929     | 2008 SQ219 | 30 set 2008 | La Sagra         | Mallorca Obs.       | —         | MPC                           |
| 315930     | 2008 SG221 | 25 mai 2006 | Mount Lemmon     | Mount Lemmon Survey | —         | MPC                           |
| 315931     | 2008 SY233 | 28 set 2008 | Mount Lemmon     | Mount Lemmon Survey | Vesta     | MPC                           |
| 315932     | 2008 SX274 | 22 set 2008 | Kitt Peak        | Spacewatch          | Vesta     | MPC                           |
| 315933     | 2008 SR275 | 23 set 2008 | Kitt Peak        | Spacewatch          | Vesta     | MPC                           |
| 315934     | 2008 SV279 | 24 set 2008 | Mount Lemmon     | Mount Lemmon Survey | Vesta     | MPC                           |
| 315935     | 2008 TK15  | 1 out 2008  | Mount Lemmon     | Mount Lemmon Survey | Vesta     | MPC                           |
| 315936     | 2008 TD29  | 1 out 2008  | Mount Lemmon     | Mount Lemmon Survey | Vesta     | MPC                           |
| 315937     | 2008 TE49  | 2 out 2008  | Kitt Peak        | Spacewatch          | Vesta     | MPC                           |
| 315938     | 2008 TV49  | 2 out 2008  | Kitt Peak        | Spacewatch          | Vesta     | MPC                           |
| 315939     | 2008 TN59  | 2 out 2008  | Kitt Peak        | Spacewatch          | Vesta     | MPC                           |
| 315940     | 2008 TJ85  | 3 out 2008  | Mount Lemmon     | Mount Lemmon Survey | Vesta     | MPC                           |
| 315941     | 2008 TE91  | 3 out 2008  | La Sagra         | Mallorca Obs.       | Vesta     | MPC                           |
| 315942     | 2008 TG101 | 6 out 2008  | Kitt Peak        | Spacewatch          | Vesta     | MPC                           |
| 315943     | 2008 TY116 | 6 out 2008  | Mount Lemmon     | Mount Lemmon Survey | Vesta     | MPC                           |
| 315944     | 2008 TN118 | 7 out 2008  | Kitt Peak        | Spacewatch          | Vesta     | MPC                           |
| 315945     | 2008 TR118 | 7 out 2008  | Kitt Peak        | Spacewatch          | Vesta     | MPC                           |
| 315946     | 2008 TL121 | 7 out 2008  | Mount Lemmon     | Mount Lemmon Survey | Juno      | MPC                           |
| 315947     | 2008 TL122 | 7 out 2008  | Catalina         | CSS                 | —         | MPC                           |
| 315948     | 2008 TL125 | 8 out 2008  | Mount Lemmon     | Mount Lemmon Survey | Vesta     | MPC                           |
| 315949     | 2008 TJ126 | 8 out 2008  | Mount Lemmon     | Mount Lemmon Survey | Vesta     | MPC                           |
| 315950     | 2008 TT127 | 8 out 2008  | Mount Lemmon     | Mount Lemmon Survey | Vesta     | MPC                           |
| 315951     | 2008 TL144 | 9 out 2008  | Mount Lemmon     | Mount Lemmon Survey | Vesta     | MPC                           |
| 315952     | 2008 TO148 | 9 out 2008  | Mount Lemmon     | Mount Lemmon Survey | Vesta     | MPC                           |
| 315953     | 2008 TK150 | 9 out 2008  | Mount Lemmon     | Mount Lemmon Survey | Vesta     | MPC                           |
| 315954     | 2008 TJ176 | 7 out 2008  | Kitt Peak        | Spacewatch          | Vesta     | MPC                           |
| 315955     | 2008 UJ4   | 24 out 2008 | Socorro          | LINEAR              | —         | MPC                           |
| 315956     | 2008 UJ9   | 24 set 2008 | Kitt Peak        | Spacewatch          | Vesta     | MPC                           |
| 315957     | 2008 UO9   | 17 out 2008 | Kitt Peak        | Spacewatch          | Vesta     | MPC                           |
| 315958     | 2008 UR59  | 21 out 2008 | Mount Lemmon     | Mount Lemmon Survey | Vesta     | MPC                           |
| 315959     | 2008 US83  | 22 out 2008 | Mount Lemmon     | Mount Lemmon Survey | Juno      | MPC                           |
| 315960     | 2008 UB190 | 25 out 2008 | Mount Lemmon     | Mount Lemmon Survey | Vesta     | MPC                           |
| 315961     | 2008 UO202 | 26 out 2008 | Socorro          | LINEAR              | Juno      | MPC                           |
| 315962     | 2008 UY202 | 28 out 2008 | Socorro          | LINEAR              | —         | MPC                           |
| 315963     | 2008 VV2   | 2 nov 2008  | Socorro          | LINEAR              | Juno      | MPC                           |
| 315964     | 2008 WH17  | 17 nov 2008 | Kitt Peak        | Spacewatch          | Vesta     | MPC                           |
| 315965     | 2008 WA90  | 22 nov 2008 | Mount Lemmon     | Mount Lemmon Survey | Juno      | MPC                           |
| 315966     | 2008 WA97  | 18 nov 2008 | Catalina         | CSS                 | —         | MPC                           |
| 315967     | 2008 XJ15  | 2 dez 2008  | Catalina         | CSS                 | —         | MPC                           |
| 315968     | 2008 YG24  | 19 dez 2008 | Hibiscus         | N. Teamo            | —         | MPC                           |
| 315969     | 2009 AB33  | 15 jan 2009 | Kitt Peak        | Spacewatch          | —         | MPC                           |
| 315970     | 2009 AP33  | 15 jan 2009 | Kitt Peak        | Spacewatch          | —         | MPC                           |
| 315971     | 2009 BY110 | 31 jan 2009 | Mount Lemmon     | Mount Lemmon Survey | —         | MPC                           |
| 315972     | 2009 BA113 | 31 jan 2009 | Mount Lemmon     | Mount Lemmon Survey | —         | MPC                           |
| 315973     | 2009 BJ145 | 30 jan 2009 | Kitt Peak        | Spacewatch          | —         | MPC                           |
| 315974     | 2009 BR156 | 31 jan 2009 | Kitt Peak        | Spacewatch          | —         | MPC                           |
| 315975     | 2009 BX156 | 31 jan 2009 | Kitt Peak        | Spacewatch          | —         | MPC                           |
| 315976     | 2009 CN11  | 1 fev 2009  | Mount Lemmon     | Mount Lemmon Survey | —         | MPC                           |
| 315977     | 2009 CW11  | 1 fev 2009  | Kitt Peak        | Spacewatch          | —         | MPC                           |
| 315978     | 2009 CQ14  | 1 fev 2009  | Kitt Peak        | Spacewatch          | —         | MPC                           |
| 315979     | 2009 CC23  | 1 fev 2009  | Kitt Peak        | Spacewatch          | —         | MPC                           |
| 315980     | 2009 CY35  | 2 fev 2009  | Mount Lemmon     | Mount Lemmon Survey | —         | MPC                           |
| 315981     | 2009 CY43  | 14 fev 2009 | Kitt Peak        | Spacewatch          | —         | MPC                           |
| 315982     | 2009 CZ58  | 4 fev 2009  | Mount Lemmon     | Mount Lemmon Survey | —         | MPC                           |
| 315983     | 2009 CB60  | 5 fev 2009  | Kitt Peak        | Spacewatch          | —         | MPC                           |
| 315984     | 2009 CO64  | 3 fev 2009  | Kitt Peak        | Spacewatch          | —         | MPC                           |
| 315985     | 2009 CE65  | 5 fev 2009  | Mount Lemmon     | Mount Lemmon Survey | —         | MPC                           |
| 315986     | 2009 DU5   | 16 fev 2009 | Kitt Peak        | Spacewatch          | —         | MPC                           |
| 315987     | 2009 DA16  | 16 fev 2009 | La Sagra         | Mallorca Obs.       | —         | MPC                           |
| 315988     | 2009 DR31  | 20 fev 2009 | Kitt Peak        | Spacewatch          | —         | MPC                           |
| 315989     | 2009 DU42  | 21 fev 2009 | La Sagra         | Mallorca Obs.       | —         | MPC                           |
| 315990     | 2009 DZ50  | 19 fev 2009 | Kitt Peak        | Spacewatch          | —         | MPC                           |
| 315991     | 2009 DA64  | 22 fev 2009 | Kitt Peak        | Spacewatch          | —         | MPC                           |
| 315992     | 2009 DN64  | 22 fev 2009 | Kitt Peak        | Spacewatch          | —         | MPC                           |
| 315993     | 2009 DQ77  | 21 out 2007 | Kitt Peak        | Spacewatch          | —         | MPC                           |
| 315994     | 2009 DT86  | 27 fev 2009 | Kitt Peak        | Spacewatch          | —         | MPC                           |
| 315995     | 2009 DG97  | 26 fev 2009 | Kitt Peak        | Spacewatch          | —         | MPC                           |
| 315996     | 2009 DW116 | 27 fev 2009 | Kitt Peak        | Spacewatch          | —         | MPC                           |
| 315997     | 2009 DQ117 | 27 fev 2009 | Kitt Peak        | Spacewatch          | —         | MPC                           |
| 315998     | 2009 DG125 | 19 fev 2009 | Kitt Peak        | Spacewatch          | —         | MPC                           |
| 315999     | 2009 DP127 | 20 fev 2009 | Kitt Peak        | Spacewatch          | —         | MPC                           |
| 316000     | 2009 DF128 | 21 fev 2009 | Kitt Peak        | Spacewatch          | —         | MPC                           |